# حكومة دونالد ترمب الأولى
تولى دونالد ترمب منصبه رئيسًا للولايات المتحدة في 20 يناير 2017، وانتهت ولايته في 20 يناير 2021. يمتلك الرئيس سلطة ترشيح أعضاء حكومته لمجلس الشيوخ الأمريكي لتدخل عملية تأكيد التعيين بموجب بند التعيينات في دستور الولايات المتحدة.
قبل تأكيد التعيينات وأثناء جلسات الاستماع في الكونجرس ‏ يتولى أحد الأعضاء رفيعي المستوى في إحدى الإدارات التنفيذية رئاسة الحقيبة الحكومية التي تم تأكيدها مسبقًا بصفة مؤقتة. وقد كان تشكيل الحكومة جزءًا من انتقال السلطة بعد الانتخابات الرئاسية عام 2016.

## لمحة عامة
بعد يوم الانتخابات، تحدثت وسائل الإعلام عن مرشحين محتملين لشغل مناصب عليا في حكومة ترمب المقبلة. كان عدد الأشخاص الذين حظوا باهتمام وسائل الإعلام كمرشحين محتملين لشغل مناصب وزارية أكثر من معظم الانتخابات الرئاسية السابقة، ويرجع ذلك جزئيًا إلى أن طاقم حملة ترمب (ولجان العمل السياسي المرتبطة بها) كان أصغر حجمًا وأقل تكلفة بشكل ملحوظ، وبالتالي لا يوجد الكثير من الأشخاص الذين من المتوقع بالفعل أن يتلقوا أدوارًا محددة في إدارة ترمب القادمة، حيث كان لدى ترمب مجموعة من الخبراء السياسيين أصغر من تلك التي يمتلكها الرئيس الجديد عادة. فكونه مرشحًا مناهضًا للمؤسسية، بدأ ترمب حملته بتمويل ذاتي إلى حد كبير خلال طريقه إلى ترشيح الحزب الجمهوري، على عكس معظم الفائزين بالرئاسة السابقين، لم يمتلك ترمب الكادر التقليدي من المانحين والسياسيين في واشنطن لبناء حكومته. هناك أيضًا عامل إضافي تسبب في زيادة المرشحين المحتملين وهو أنه على عكس معظم فرق الانتقال الرئاسية التي تختار السياسيين كمرشحين لها، فإن فريق انتقال ترمب بدأ بتفويض العديد من الأشخاص ممن كانت خبرتهم الأساسية في القطاع الخاص.
يعتبر منصب نائب الرئيس هو المنصب الوحيد في مجلس وزراء الحكومة الذي يتم انتخابه والذي لا يؤدي وظائفه بناء على رغبة الرئيس. كانت هناك العشرات من الأسماء المحتملة لتولي المنصب والتي أثارت تكهنات وسائل الإعلام. أعلن ترمب رسميًا عن اختياره لحاكم ولاية إنديانا مايك بنس في 16 يوليو 2016، وتم تأكيده بالتزكية في 19 يوليو 2016 عبر إجراء برلماني بين المندوبين إلى المؤتمر الوطني الجمهوري لعام 2016 ‏.
إن اختيار الحقائب الوزارية (وغيرها من المناصب رفيعة المستوى) عملية ذات مراحل متعددة، وبدأت قبل معرفة نتائج الانتخابات العامة في نوفمبر 2016. في حالة حملة ترمب لعام 2016، تم تعيين منافسه السابق على ترشيح الحزب الجمهوري كريس كريستي لقيادة فريق الانتقال في مايو، أي بعد وقت قصير من تعليق تيد كروز وجون كيسيك لحملتيهما (مما يجعل ترمب المرشح المفترض للحزب). بالإضافة إلى العديد من المسؤوليات الأخرى، فإن فريق الانتقال مسؤول عن إعداد قوائم أولية للمرشحين المحتملين للتعيين في السلطة التنفيذية ــ على الأقل بالنسبة للعشرات من المناصب العليا إن لم يكن بالنسبة للآلاف من المناصب الدنيا ــ والقيام بالتدقيق المبكر على هؤلاء الأشخاص. ويقوم فريق الانتقال أيضًا بتعيين خبراء في السياسة (أكثر من مائة في حالة فريق انتقال ترمب بحلول أكتوبر 2016)، وذلك باستخدام الأموال الفيدرالية في المقام الأول ومساحات المكاتب الفيدرالية للمساعدة في التخطيط لكيفية تنفيذ إدارة ترمب الافتراضية آنذاك لأهدافها السياسية من خلال الوكالات والإدارات الفيدرالية المختلفة.
بعد الانتخابات التي جرت في الثامن من نوفمبر 2016، عندما هزمت القائمة التي شكلها ترمب وبنس قائمة كلينتون وكين فضلاً عن العديد من المعارضين من أطراف ثالثة، تم تعديل فريق الانتقال وتوسيعه بسرعة؛ وتم منح مايك بنس الدور القيادي (بدلاً من كريس كريستي)، وتمت إضافة العديد من كبار الموظفين الانتقاليين إلى أعمال الانتقال. خلال الفترة المتبقية من عام 2016، واصل الفريق البحث عن المرشحين المحتملين للمناصب المختلفة والتحقق منهم، مع استمرار عملية المجمع الانتخابي (بما في ذلك إعادة فرز الأصوات في بعض الولايات حيث كان هامش الفوز صغيرًا نسبيًا) وقبل تنصيب الرئيس في 20 يناير 2017.
أعلن الرئيس المنتخب ترمب عن أول مرشح لمجلس وزرائه بعد الانتخابات، جيف سيشنز، لمنصب المدعي العام للولايات المتحدة، في 18 نوفمبر 2016. كان ترمب قد أعلن في وقت سابق عن اختيار مايك بنس لمنصب نائب الرئيس في يوليو 2016، وهو ما أكده بعد فترة وجيزة المندوبون في المؤتمر الوطني للحزب الجمهوري ‏ عندما رشحوا رسميًا ترمب أولاً ثم بنس. وعلى الرغم من أن معظم المناصب كانت قيد الدراسة في وقت واحد من قبل فريق الانتقال، فإن الإعلان الرسمي عن العروض، والقبول العام للعروض، يحدث عادة تدريجيًا مع شغل المناصب.

### الصحافة وملاحظات على الحقائب الوزارية
نظرًا لافتقار ترمب إلى الخبرة الحكومية أو العسكرية السابقة، ومواقفه السياسية، فقد أعربت وسائل الإعلام عن اهتمام كبير بترشيحاته لحقائب الوزراء، حيث كان يُعتقد أنها تُظهر الكيفية التي ينوي بها الحكم. ووصفت وسائل الإعلام حكومة ترمب المقترحة بأنها محافظة للغاية. وقد وصفته مجلة بوليتيكو بأنه "فريق الأحلام المحافظ"، ووصفته مجلة نيوزويك بأنه "المجلس الوزاري الأكثر محافظة"، ووصفته صحيفة لوس أنجلوس تايمز بأنه "أحد أكثر فرق السياسة الداخلية محافظة في التاريخ الحديث". ووصفت صحيفة ذا هيل حكومة ترمب المحتملة بأنها "فريق غير تقليدي" يحظى بشعبية بين المحافظين، وهو ما لم يكن من المرجح أن يختاره جمهوريون مثل جون ماكين أو ميت رومني. وتبنّت شبكة سي إن إن هذا الرأي، ووصفت الحكومة المقترحة بأنها "فريق أحلام محافظ من التعيينات الوزارية المحلية". ومن ناحية أخرى، ذكرت صحيفة وول ستريت جورنال أنه "يكاد يكون من المستحيل تحديد اتجاه أيديولوجي واضح في ترشيحات الرئيس القادم للوزارات". وذكرت الصحيفة أيضًا أن ترشيحات ترمب تشير إلى سياسة إدارية تميل إلى إلغاء القيود التنظيمية. كان العديد من مرشحيه لمناصب وزارية يعارضون سياسيًا الإدارات الفيدرالية التي تم اختيارهم لقيادتها.
من حيث إجمالي الثروة الشخصية، كانت حكومة ترمب هي الأكثر ثراءً في التاريخ الأمريكي الحديث. كانت الحكومة تتكون إلى حد كبير من المرشحين الذين لديهم خبرة في مجال الأعمال وخبرة أقل في الأعمال الحكومية والقطاع العام مقارنة بإدارات رونالد ريجان وجورج بوش الأب وبيل كلينتون وجورج دبليو الابن وباراك أوباما. كما لاحظ مركز بيو للأبحاث أن حكومة ترمب كانت واحدة من أكثر الحكومات التي اتسمت بكثرة المنخرطين في مجال الأعمال في التاريخ الأمريكي: "كان ثلث رؤساء الإدارات في إدارة ترمب أشخاصًا كانت خبرتهم السابقة بالكامل في القطاع العام. ثلاثة رؤساء أمريكيين آخرين فقط كانت لديهم حكومة بتلك النسبة الضئيلة: ويليام ماكينلي (3 من أصل 8 مناصب وزارية)، ورونالد ريجان (4 من أصل 13 منصب)، ودوايت أيزنهاور (3 من أصل 10 مناصب)." لم يكن هناك الكثير من خبراء الاقتصاد في حكومة ترمب. وكان هناك أيضًا عدد أقل من المحامين في حكومة ترمب مقارنة بوزارات الرؤساء السابقين.

### تأخير التأكيد
على الرغم من ترشيحهم خلال الفترة الانتقالية، فإن معظم أعضاء مجلس الوزراء لم يتمكنوا من تولي مناصبهم في يوم التنصيب بسبب التأخير في عملية التأكيد الرسمي. بحلول الثامن من فبراير 2017، كان عدد المرشحين لمناصب وزارية الذين أكدهم الرئيس ترمب أقل من أي رئيس سابق بعد أسبوعين من توليه منصبه، باستثناء جورج واشنطن. وقد عُزي بعض التأخير إلى معارضة الديمقراطيين في مجلس الشيوخ، وأيضًا إلى التأخير في تقديم مستندات التحقق. كان روبرت لايتهايزر ‏، آخر عضو في مجلس الوزراء يتولى منصبه، حيث تولى منصبه كممثل تجاري للولايات المتحدة في 11 مايو 2017، بعد أكثر من أربعة أشهر من ترشيحه.

## الوزراء
يحتاج جميع أعضاء مجلس وزراء الولايات المتحدة (بالإنجليزية: Cabinet) إلى مشورة وموافقة مجلس الشيوخ الأمريكي بعد تعيينهم من قبل الرئيس قبل توليهم مناصبهم كوزير (بالإنجليزية: Secretary). يعد منصب نائب الرئيس استثناءًا حيث يكون الترشح للمنصب عن طريق الانتخاب وفقًا للدستور. وتكون هناك تعيينات لمناصب عليا بمستوى مجلس الوزراء، إلا أن أصحاب تلك المناصب غير الوزارية مثل رئيس موظفي البيت الأبيض ومستشار الأمن القومي والسكرتير الصحفي للبيت الأبيض لا يشغلون مناصب تم إنشاؤها دستوريًا، ومعظمهم لا يتطلبون تأكيد مجلس الشيوخ للتعيين.
في ما يلي قائمة الوزراء في حكومة الرئيس دونالد ترمب. للمناصب العليا الأخرى، راجع: قائمة التعيينات السياسية لدونالد ترمب.

### وزير الخارجية
يُراجع ترشيح الوزير خلال جلسات الاستماع التي يعقدها أعضاء لجنة العلاقات الخارجية في مجلس الشيوخ، ثم يُقدم الترشيح إلى مجلس الشيوخ بالكامل للتصويت عليه.

#### توماس شانون (قائم بالأعمال)
شغل توم شانون منصب القائم بأعمال وزير الخارجية من 20 يناير حتى الأول من فبراير 2017، قبل أن يؤدي ريكس تيلرسون اليمين الدستورية.

#### ريكس تيلرسون (2017–2018)

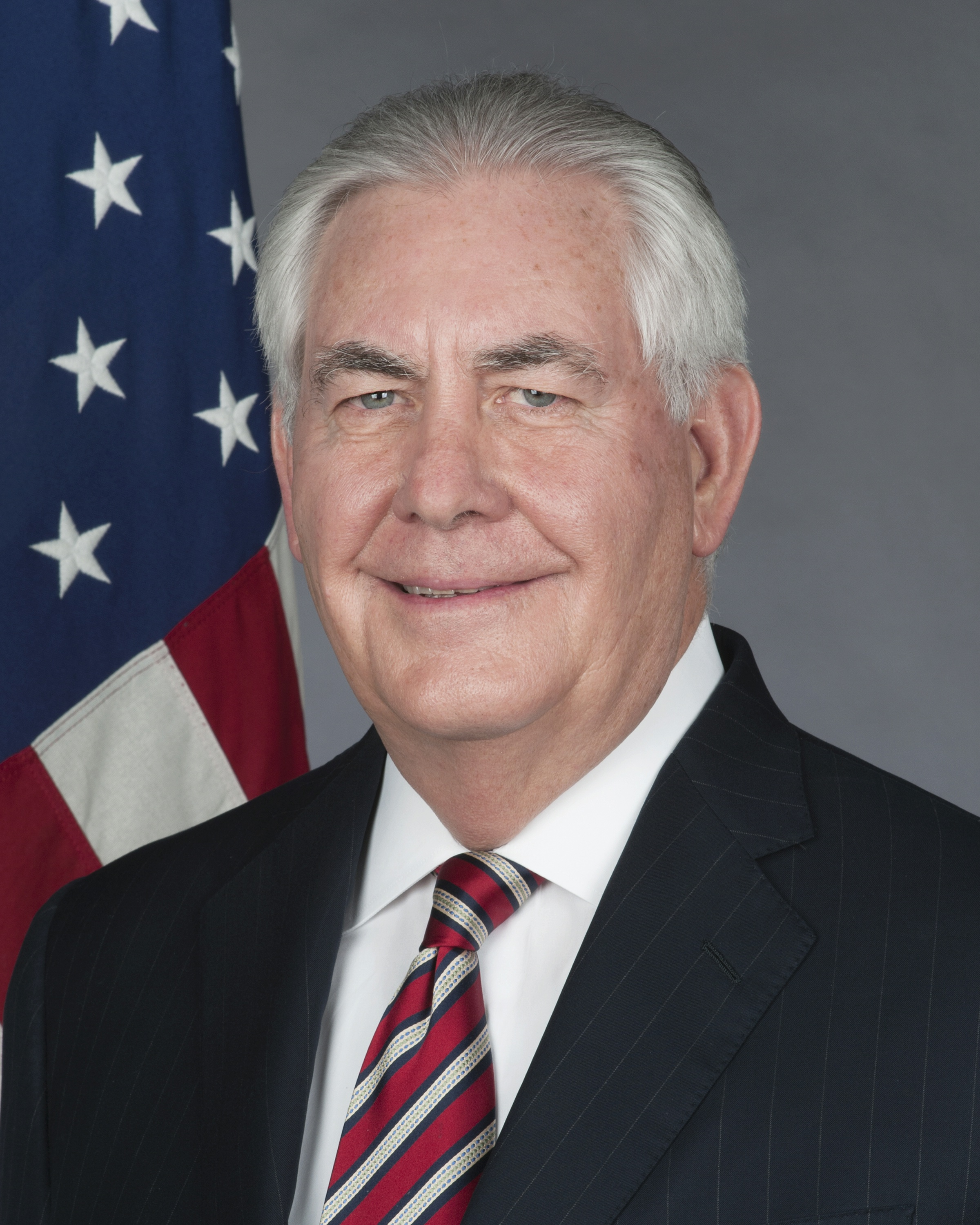
ريكس تيلرسون

اختار الرئيس المنتخب ترمب رسميًا الرئيس التنفيذي لشركة إكسون موبيل ريكس تيلرسون وزيرًا للخارجية في 12 ديسمبر 2016. تم ترشيح تيلرسون لأول مرة لترمب لتولي منصب وزير الخارجية من قبل كوندوليزا رايس، خلال اجتماعها مع ترمب في أواخر نوفمبر. وقد أيد روبرت جيتس توصية رايس بتعيين تيلرسون لترمب بعد ثلاثة أيام.
انعقدت جلسة تأكيد تعيين تيلرسون أمام لجنة العلاقات الخارجية في 11 يناير 2017. خلال جلسة الاستماع، أعرب تيلرسون عن دعمه للشراكة عبر المحيط الهادئ وعارض حظر السفر الذي اقترحه ترمب في الماضي. تمت الموافقة على تعيين تيلرسون من قبل لجنة العلاقات الخارجية في 23 يناير 2017، بأغلبية 11 صوتًا مقابل 10. في الأول من فبراير، أكد مجلس الشيوخ تعيين تيلرسون بأغلبية 56 صوتًا مقابل 43 صوتًا، وأدى اليمين في وقت لاحق من ذلك اليوم.

#### جون سوليفان (قائم بالأعمال)
شغل جون ج. سوليفان منصب القائم بأعمال الوزارة من 1 أبريل 2018 حتى 26 أبريل 2018.

#### مايك بومبيو (2018–2021)

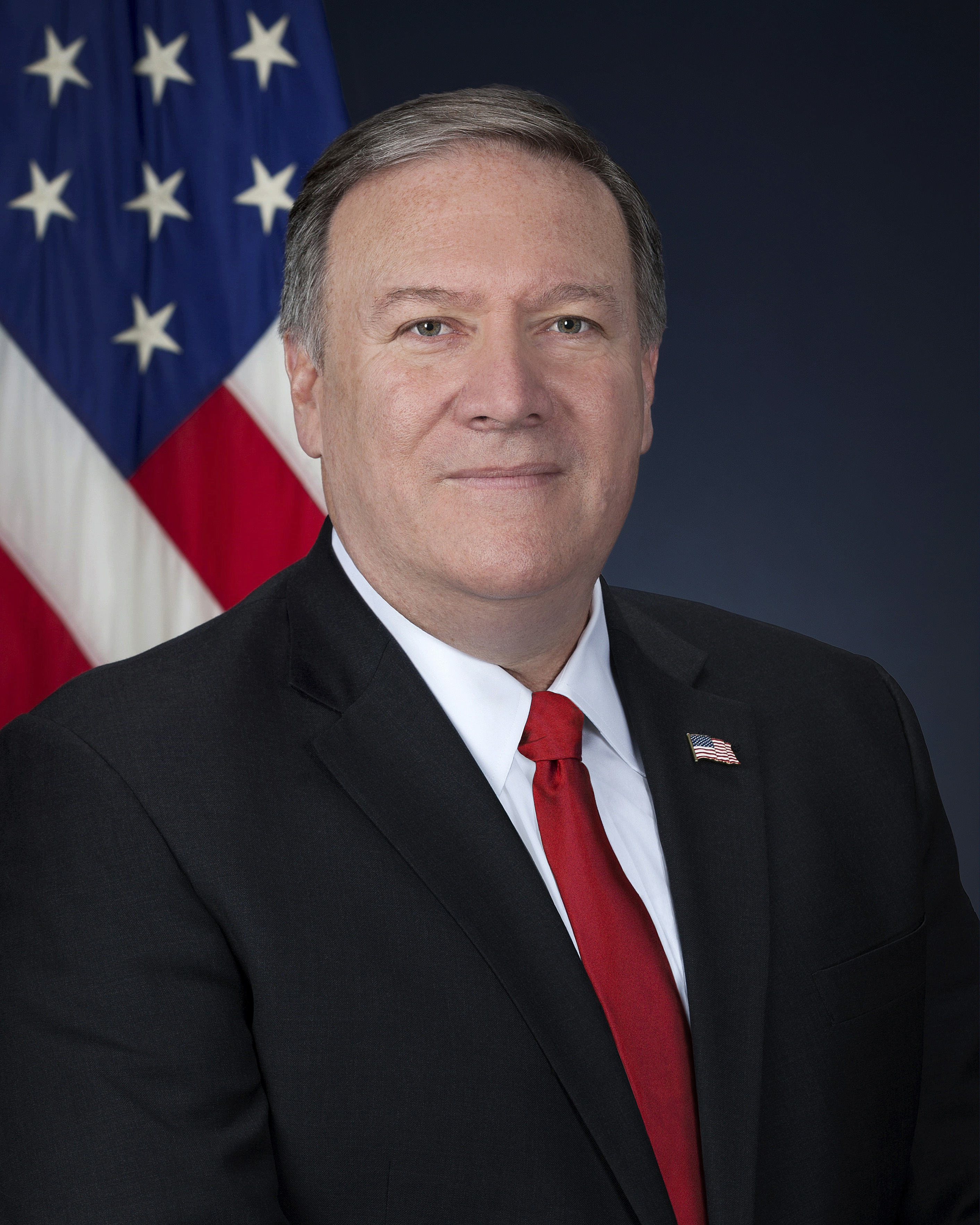
مايك بومبيو

في 13 مارس 2018، أقال الرئيس ترمب ريكس تيلرسون من منصبه كوزير للخارجية، وأعلن عن ترشيحه لمدير وكالة المخابرات المركزية مايك بومبيو لهذا المنصب. في 26 أبريل، أكد مجلس الشيوخ تعيين بومبيو بأغلبية 57 صوتًا مقابل 42 صوتًا، وأدى اليمين في وقت لاحق من ذلك اليوم. وظل يشغل منصبه حتى نهاية إدارة ترمب، في 20 يناير 2021.

### وزير الخزانة
يتم مراجعة ترشيح الوزير خلال جلسات الاستماع التي يعقدها أعضاء لجنة المالية في مجلس الشيوخ ‏، ثم يُقدم إلى مجلس الشيوخ بالكامل للتصويت عليه.

#### آدم زوبين (قائم بالأعمال)
شغل آدم زوبين منصب القائم بأعمال الوزارة من 20 يناير وحتى 13 فبراير 2017.

#### ستيفن منوشين (2017–2021)
أعلن الرئيس المنتخب ترمب اختيار المصرفي الاستثماري ستيف منوشين وزيرًا للخزانة في 30 نوفمبر 2016. وأشارت صحيفة نيويورك تايمز إلى أن اختيار منوشين كان مفاجئًا، نظرًا لأن ترمب هاجم الصناعة المصرفية وجولدمان ساكس خلال الحملة الانتخابية. منوشين هو ثالث شخص من جولدمان ساكن يشغل منصب وزير الخزانة.
خلال جلسة تأكيد تعيينه أمام لجنة المالية في مجلس الشيوخ في 19 يناير 2017، تعرض منوشين لانتقادات من الديمقراطيين بسبب ممارسات الرهن العقاري في شركة يمتلكها. كما فشل منوشين في الكشف، في مستندات الإفصاح المطلوبة، عن عقارات بقيمة 95 مليون دولار، بالإضافة إلى دوره كمدير لصندوق استثماري في ملاذ ضريبي. ووصف منوشين هذه الإغفالات بأنها أخطاء ارتكبت وسط جبل من البيروقراطية. قاطع الديمقراطيون في لجنة المالية تصويت منوشين والعديد من المرشحين الآخرين ردًا على الأمر التنفيذي المثير للجدل بشأن الهجرة الذي أصدره ترمب. في الأول من فبراير 2017، علق الجمهوريون قواعد اللجنة لإرسال الترشيح إلى مجلس الشيوخ بتصويت 11-0.
تم تأكيد تعيين منوشين من قبل مجلس الشيوخ بتصويت 53-47 في 13 فبراير 2017. وجاء التصويت على أساس حزبي باستثناء السيناتور جو مانشين باعتباره الصوت الديمقراطي الوحيد الذي صوت لصالح منوشين. وظل يشغل منصبه حتى نهاية إدارة ترمب، في العشرين من يناير 2021.

### وزير الدفاع
يتم مراجعة ترشيح وزير الدفاع خلال جلسات الاستماع التي يعقدها أعضاء لجنة المالية في مجلس الشيوخ ‏، ثم يُقدم إلى مجلس الشيوخ بالكامل للتصويت.

#### جيم ماتيس (2017–2019)

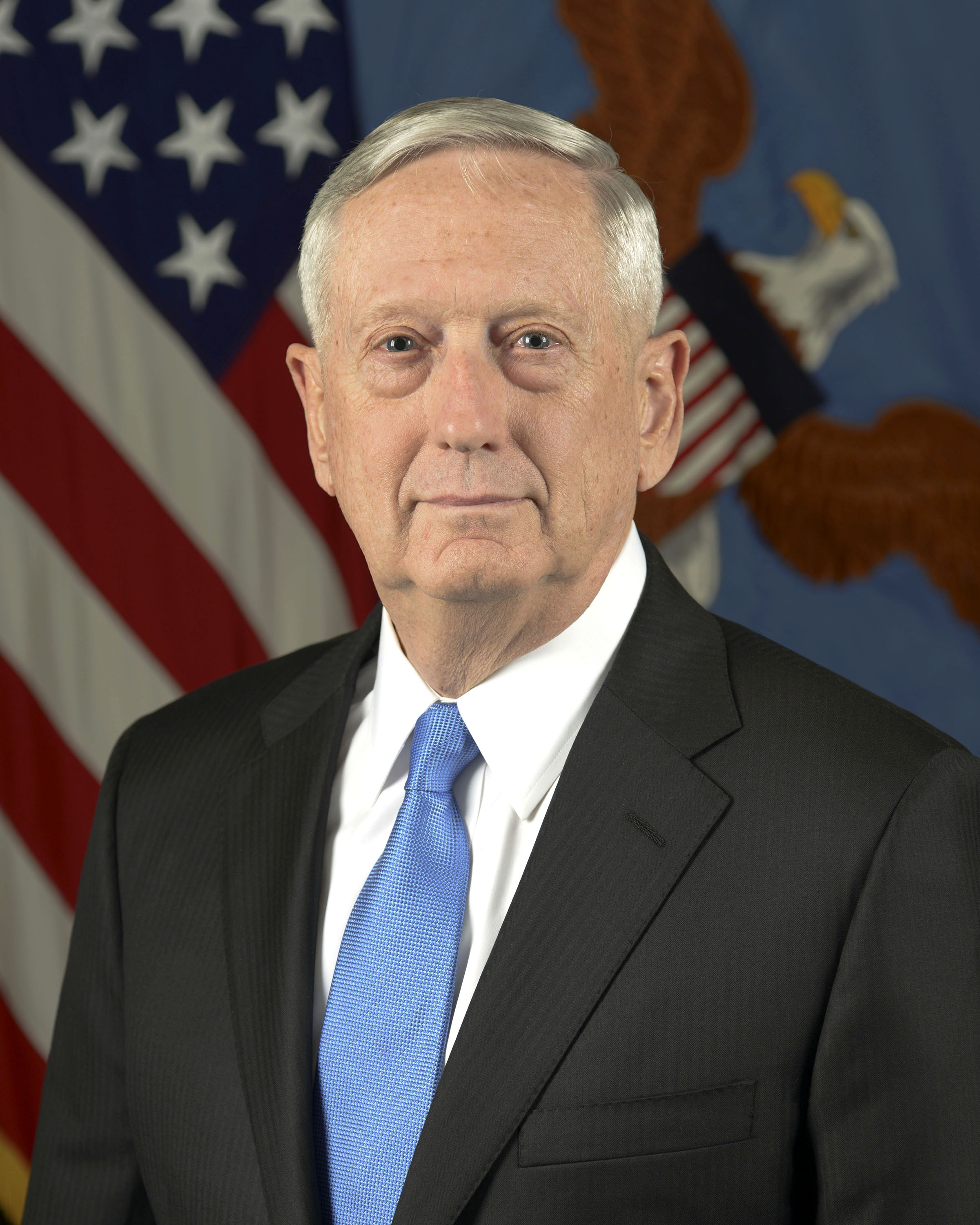
جيم ماتيس

أعلن ترمب بشكل غير رسمي عن اختيار الجنرال جيم ماتيس وزيرًا للدفاع في الأول من ديسمبر 2016 (أعلن فريق ترمب رسميًا عن الاختيار في 6 ديسمبر 2016.) وكما هو الحال مع معظم الحقائب الوزارية، يخضع وزير الدفاع المعين لجلسات استماع أمام اللجنة المختصة في مجلس الشيوخ، تليها عملية تصويت للتأكيد. في حالة ماتيس، كانت هناك حاجة إلى خطوة إضافية لأنه تقاعد من الجيش منذ ثلاث سنوات، حيث أن المادة 903 (أ) من قانون إقرار الدفاع الوطني تطالب بقضاء سبع سنوات على الأقل كمدني بالنسبة للمعينين في البنتاغون، وبالتالي كان ماتيس بحاجة إلى إعفاء للسماح له بأن يصبح وزيرًا للدفاع.
خلال جلسة الاستماع، تبنى ماتيس أن الديون تشكل التهديد الأكبر للأمن القومي. ووضع روسيا في المرتبة الأولى بين "التهديدات الرئيسية" التي تواجه الولايات المتحدة، ووصف إيران بأنها "المصدر الرئيسي للاضطرابات" في الشرق الأوسط. وعلى عكس وعود حملة ترمب، دعا ماتيس إلى الحفاظ على حلف شمال الأطلسي والاتفاق النووي مع إيران. وحثّ على تنفيذ مبدأ واضح للأمن السيبراني.
وفي 12 يناير 2017، صوتت لجنة القوات المسلحة ‏ بأغلبية 24 صوتًا مقابل ثلاثة أصوات لمنح الإعفاء. وصوّت مجلس الشيوخ بكامل هيئته، بأغلبية 81 صوتًا مقابل 17، على تمرير الإعفاء بعد ثلاث ساعات. بعد أن ألغى فريق ترمب الانتقالي اجتماعًا بين ماتيس ولجنة القوات المسلحة في مجلس النواب، تم تمرير الإعفاء بأغلبية ضئيلة من اللجنة بتصويت 34 مقابل 28. صوت مجلس النواب بأغلبية 268 صوتًا مقابل 151 صوتًا لمنح الإعفاء. وافقت لجنة القوات المسلحة بمجلس الشيوخ على تأكيد تعيين ماتيس في 18 يناير 2017، بأغلبية 26 صوتًا مقابل صوت واحد، وأرسلت الترشيح إلى مجلس الشيوخ بالكامل للنظر فيه. كان أحد أولى الإجراءات التي اتخذها ترمب كرئيس هو الموافقة على الإعفاء. بعد تأكيده من قبل مجلس الشيوخ في مساء يوم 20 يناير 2017، بتصويت 98-1، أدى ماتيس اليمين الدستورية أمام نائب الرئيس بنس في نفس المساء.
في 20 ديسمبر 2018، أعلن وزير الدفاع ماتيس عن نيته الاستقالة في نهاية فبراير 2019. قرر الرئيس ترمب تقديم موعد المغادرة إلى الأول من يناير 2019.

#### باتريك شانهان (قائم بالأعمال)
عند انتهاء ولاية وزير الدفاع ماتيس في الأول من يناير، أصبح باتريك م. شانهان، نائب وزير الدفاع، قائمًا بأعمال الوزير حتى 23 يونيو 2019. بعد خمسة أشهر، في شهر مايو، أعلن البيت الأبيض عن نيته ترشيح شانهان لتولي منصب وزير الدفاع بشكل دائم، وبحلول شهر يونيو، انسحب شانهان، مشيرًا إلى مشاكل عائلية.

#### مارك إسبر (2019–2020)

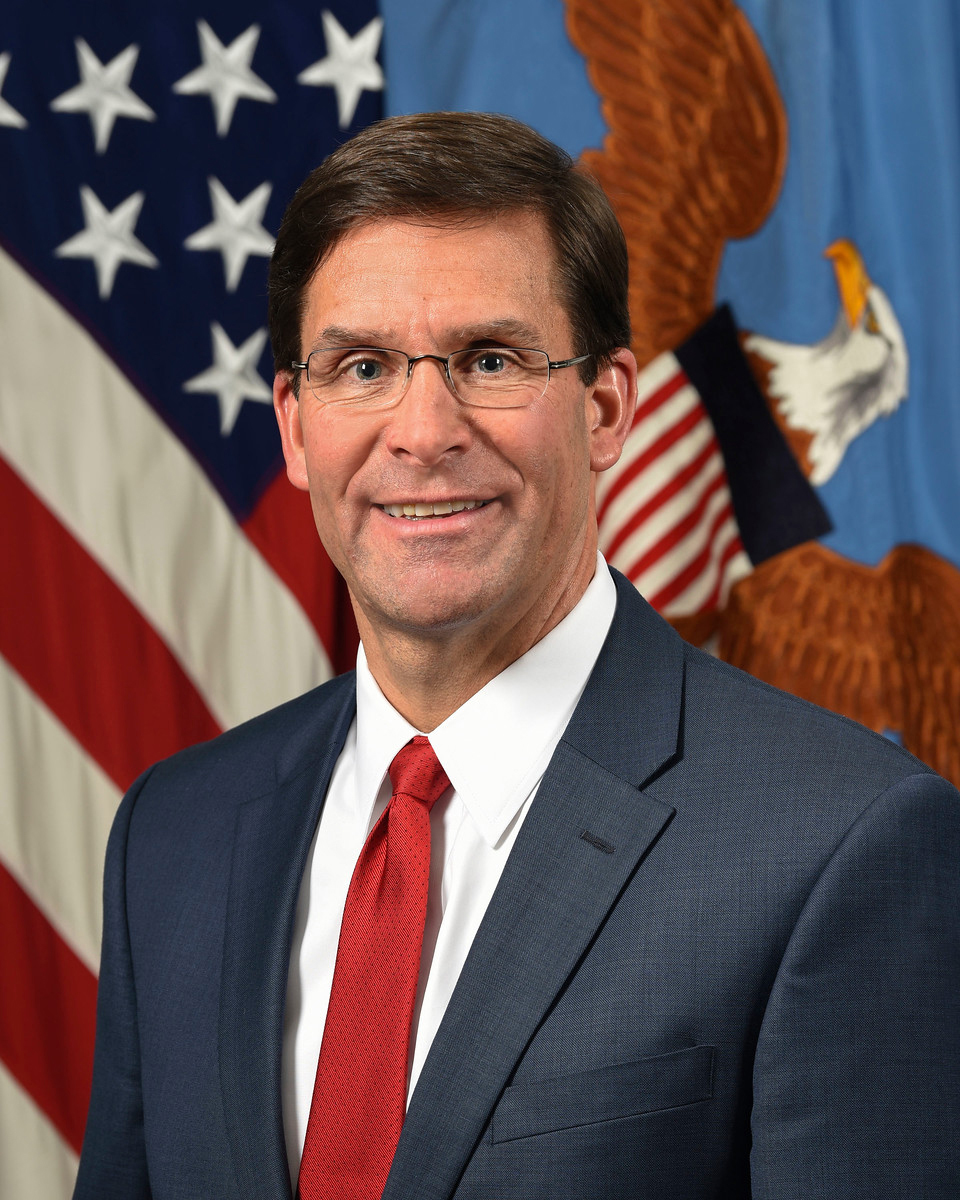
مارك إسبر

مع انسحاب شانهان، عيّن الرئيس ترمب مارك إسبر، وزير الجيش ‏، بديلاً له كقائم بأعمال الوزير. بمجرد ترشيح إسبر رسميًا في 15 يوليو، تنحى عن منصبه كوزير للجيش وخلفه ريتشارد سبنسر، وزير البحرية آنذاك، قائمًا بأعمال الوزير.
في 23 يوليو، أكد مجلس الشيوخ تعيين إسبر بأغلبية 90 صوتًا مقابل 8، وأدى اليمين في وقت لاحق من ذلك اليوم.
في 9 نوفمبر 2020، تم إقالة إسبر من منصبه، واستبداله بكريستوفر ميلر.

#### كريستوفر ميلر (قائم بالأعمال)
شغل كريستوفر ميلر منصب القائم بأعمال وزير الخارجية منذ 9 نوفمبر 2020 وحتى نهاية إدارة ترمب في العشرين من يناير 2021.

### المدعي العام
يتم مراجعة ترشيح المدعي العام خلال جلسات الاستماع التي يعقدها أعضاء لجنة القضاء في مجلس الشيوخ، ثم يُقدم إلى مجلس الشيوخ بالكامل للتصويت.

#### سالي ييتس (قائم بالأعمال)
شغلت سالي ييتس منصب القائم بأعمال المدعي العام من 20 يناير 2017، حتى إقالتها بعد عشرة أيام، في 30 يناير، بسبب إصدارها أمرًا لوزارة العدل بعدم الدفاع عن الأمر التنفيذي رقم 13769 الذي أصدره ترمب والذي عُرف إعلاميًا بـ "حظر المسلمين"، حيث يستهدف تقييد وصول الأشخاص من دول مسلمة عديدة إلى الولايات المتحدة. وقالت ييتس أنه "في الوقت الحاضر، لست مقتنعة بأن الدفاع عن الأمر التنفيذي يتوافق مع هذه المسؤوليات، كما أنني لست مقتنعة بأن الأمر التنفيذي قانوني".

#### دانا بوينتي (قائم بالأعمال)
في 30 يناير 2017، عيّن ترمب دانا بوينتي، المدعي العام للولايات المتحدة في المنطقة الشرقية من فرجينيا، ليشغل منصب القائم بأعمال المدعي العام حتى تأكيد مجلس الشيوخ على تعيين جيف سيشنز. أتى بونتي ليحل محل سالي ييتس التي أبعدها ترمب، وظل بوينتي في منصبه قائمًا بالأعمال حتى تأكيد تعيين جيف سيشينز في التاسع من فبراير 2017.

#### جيف سيشنز (2017–2018)

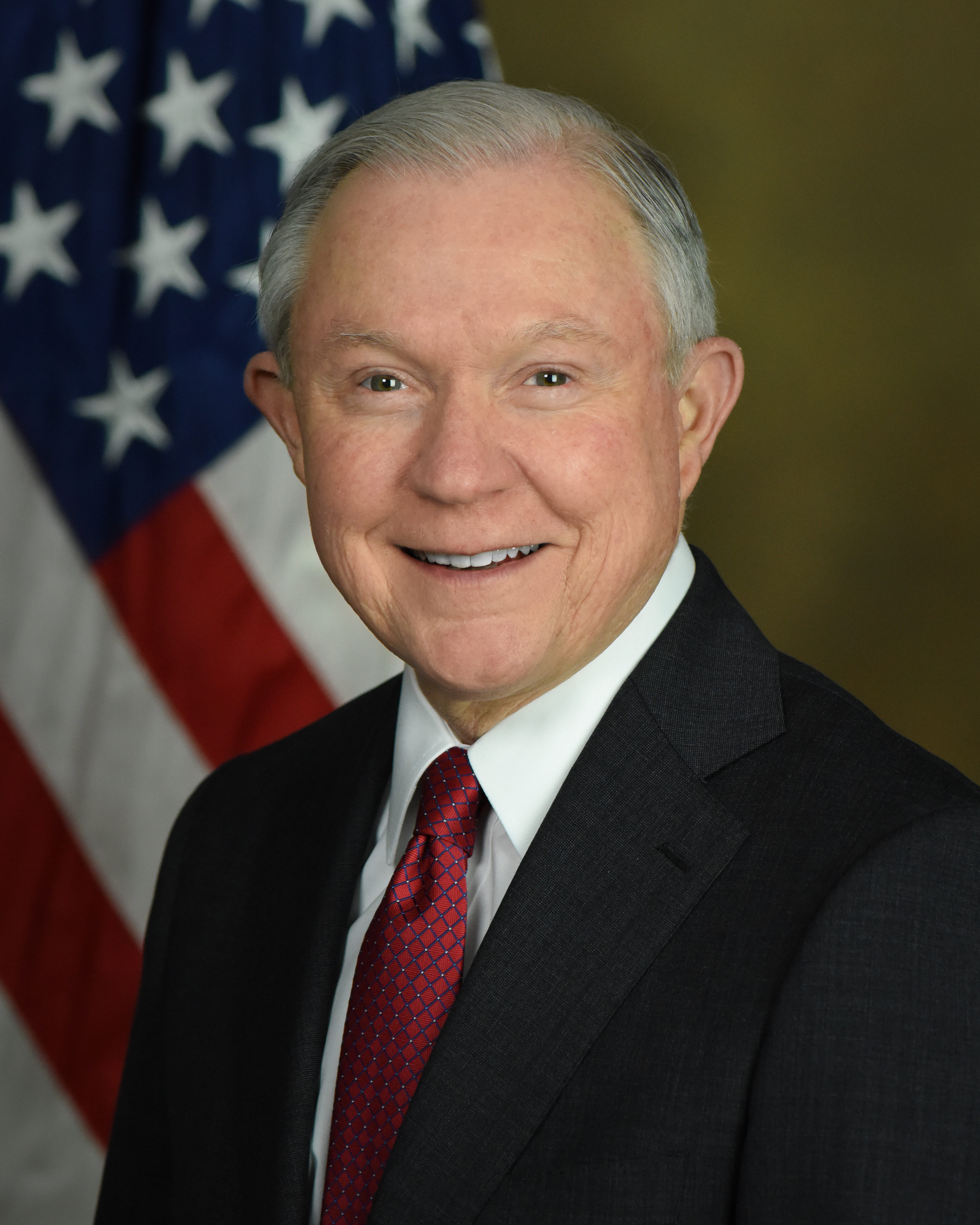
جيف سيشنز

أعلن الرئيس المنتخب ترمب اختيار السيناتور جيف سيشنز من ألاباما لمنصب النائب العام رسميًا في 18 نوفمبر 2016.
كان أعضاء الحزب الديمقراطي في مجلس الشيوخ قد أعلنوا عن نيتهم في معارضة سيشنز؛ ومع ذلك، فإن منعه من المنصب كان يتطلب الحصول على أصوات اثنين أو ثلاثة على الأقل من أعضاء الحزب الجمهوري في مجلس الشيوخ. وتحدث أعضاء الحزب الجمهوري في لجنة القضاء بشكل إيجابي تجاه سيشنز، حيث كان عضوًا سابقًا في لجنة القضاء. على الرغم من أن أعضاء مجلس الشيوخ من الحزب الديمقراطي، بما في ذلك إليزابيث وارن، انتقدوا سيشنز، إلا أن عضوًا واحدًا على الأقل من أعضاء مجلس الشيوخ الديمقراطيين، وهو جو مانشين من فرجينيا الغربية، صرح بأنه سيصوت لتأكيد تعيين سيشنز. تاريخيًا، لم يحدث أبدًا أن تم تعيين عضو مجلس شيوخ في منصب وزاري وتم رفض تعيينه خلال عملية التأكيد.
وصفت صحيفة نيويورك تايمز عملية تأكيد ترشيح ترمب للسيناتور جيف سيشنز بأنها "مثيرة للجدل بشكل لافت"؛ حيث استشهد السيناتور ميتش ماكونيل بالقاعدة التاسعة عشر ‏ لإسكات السيناتور إليزابيث وارن حتى نهاية النظر في الترشيح. أثناء شرحه لاستخدامه للقاعدة، قال ماكونيل: "لقد تم تحذيرها. وتم إعطاؤها توضيحًا. ومع ذلك، فقد أصرت". تم تخصيص الكلمات الثلاث الأخيرة، وقد لاقت تلك الكلمات اعتراضات من قبل النسويات والليبراليين. قاطع ماكونيل وارن أثناء قراءتها رسالة من كوريتا سكوت كينج تعارض فيها ترشيح سابق لسيشنز لمنصب قاضٍ فيدرالي إلى جانب العديد من البيانات التي أدلى بها السيناتور تيد كينيدي في عام 1986 خلال جلسات الاستماع في مجلس الشيوخ بشأن ترشيح سيشنز.
في 8 فبراير، أكّد مجلس الشيوخ تعيين سيشنز في منصب المدعي العام بأغلبية 52 صوتًا مقابل 47 صوتًا، حيث صوت جميع أعضاء مجلس الشيوخ الجمهوريين والسيناتور الديمقراطي جو مانشين لصالح تأكيد تعيين سيشنز وصوت جميع أعضاء مجلس الشيوخ الآخرين ضده. أنهى تأكيد تعيين سيشينز معركة ترشيح وصفتها صحيفة نيويورك تايمز بأنها "مريرة ومشحونة عنصريًا".
في 7 نوفمبر 2018 – اليوم التالي لانتخابات التجديد النصفي لعام 2018 – استقال جيف سيشنز من منصبه كمدعي عام بناءً على طلب الرئيس.

#### ماثيو ويتاكر (قائم بالأعمال)
مع استقالة سيشنز في 7 نوفمبر 2018، عيّن ترمب رئيس موظفي سيشنز ماثيو ويتاكر ‏ ليشغل منصب القائم بأعمال النائب العام، وكانت هناك بعض التحديات القانونية أمام تعيينه لكن رُفض الأخذ بها.

#### ويليام بار (2019–2020)

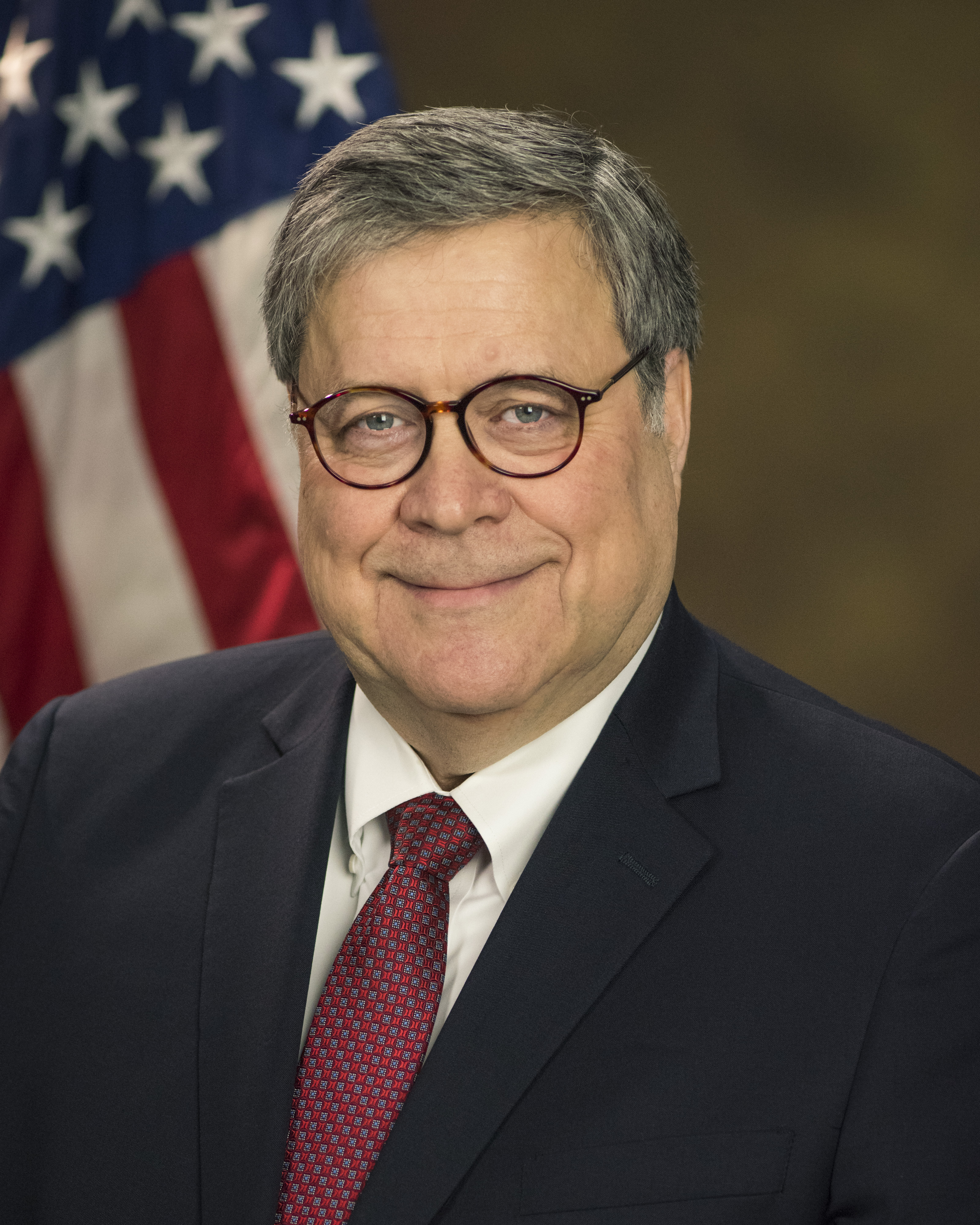
ويليام بار

تم ترشيح ويليام بار، المدعي العام السابق في إدارة جورج بوش الأب، لاستعادة دوره السابق كبديل دائم لسيشنز في 7 ديسمبر 2018. في 14 فبراير 2019، تم تأكيد تعيينه من قبل مجلس الشيوخ بتصويت 54-45 وتم تنصيبه في وقت لاحق من ذلك اليوم. أعلن بار أنه سيستقيل من منصبه كوزير للعدل في 14 ديسمبر 2020، ودخل القرار حيز التنفيذ في 23 ديسمبر 2020.

#### جيفري روزن (قائم بالأعمال)
شغل جيفري روزن منصب القائم بأعمال وزير الخارجية من 9 نوفمبر 2020 حتى نهاية إدارة ترمب في 20 يناير 2021.

### وزير الداخلية
يتم مراجعة ترشيح وزير الداخلية خلال جلسات استماع تعقدها لجنة الطاقة والموارد الطبيعية ‏، ثم يُقدم إلى مجلس الشيوخ بالكامل للتصويت عليه.

#### كيفن هاوجرد (قائم بالأعمال)
شغل كيفن هاوجرد ‏ منصب القائم بأعمال وزير الداخلية من 20 يناير حتى 1 مارس 2017.

#### ريان زينك (2017–2019)
أعلن الرئيس المنتخب ترمب اختيار النائب ريان زينك من مونتانا وزيرًا للداخلية في 15 ديسمبر 2016. تمت الموافقة على ترشيحه بأغلبية 16 صوتًا مقابل 6 أصوات من لجنة الطاقة والموارد الطبيعية بمجلس الشيوخ ‏ في 31 يناير 2017. في 1 مارس 2017، أكد مجلس الشيوخ تعيين زينك بأغلبية 68 صوتًا مقابل 31، ليصبح أول ضابط بحري يتولى منصبًا وزاريًا. استقال زينك من منصبه كوزير للداخلية في 2 يناير 2019. أصبح نائب الوزير ديفيد بيرنهارت قائمًا بأعمال وزير الداخلية.

#### ديفيد بيرنهارت (قائم بالأعمال)
شغل ديفيد بيرنهارت منصب القائم بأعمال الوزير من 2 يناير حتى 11 أبريل 2019.

#### ديفيد بيرنهارت (2019–2021)
في 4 فبراير 2019، أعلن الرئيس ترمب عن نيته ترشيح نائب وزير الداخلية والقائم بأعمال الوزارة ديفيد بيرنهارت ليكون رأسًا للحقيبة الوزارية. في 11 أبريل 2019، تم تأكيد تعيين بيرنهارت من قبل مجلس الشيوخ بتصويت 56 مقابل 41. وقد شغل منصبه حتى نهاية إدارة ترمب، في 20 يناير 2021.

### وزير الزراعة
يتم مراجعة ترشيح وزير الزراعة خلال جلسات استماع تعقدها لجنة الزراعة والتغذية والغابات ‏، ثم يُقدم إلى مجلس الشيوخ بالكامل للتصويت.

#### مايك يونج (قائم بالأعمال)
شغل مايك يونج منصب القائم بأعمال وزير الزراعة من 20 يناير حتى 25 أبريل 2017.

#### سوني بيردو (2017–2021)

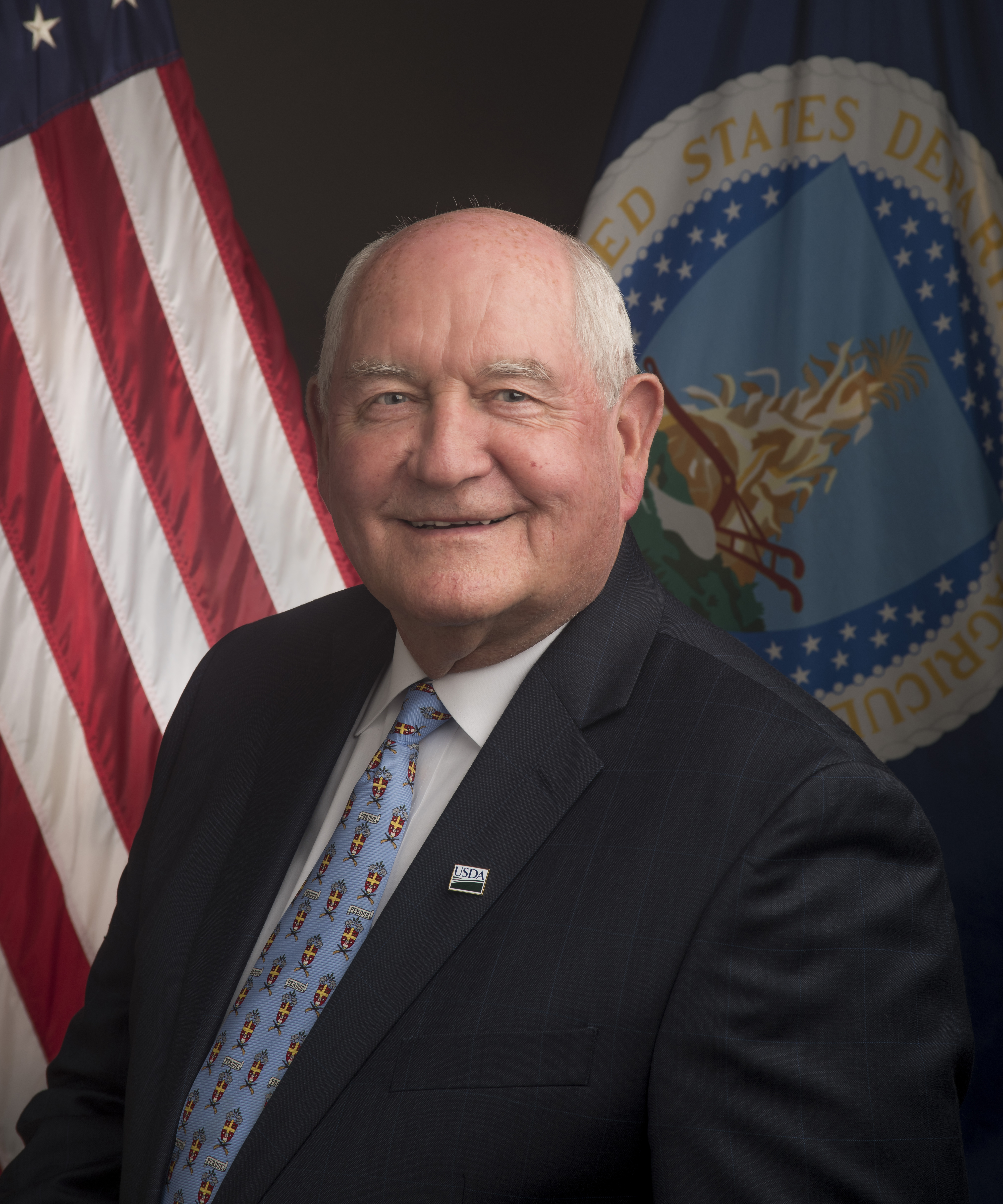
سوني بيردو

أعلن الرئيس المنتخب ترمب عن اختيار سوني بيردو، الحاكم السابق لولاية جورجيا، كوزير للزراعة في 18 يناير 2017. وفي 24 أبريل 2017، تم تأكيد بيردو من قبل مجلس الشيوخ بتصويت 87 مقابل 11. وقد شغل منصبه حتى نهاية إدارة ترمب، في 20 يناير 2021.

### وزير التجارة
يتم مراجعة ترشيح وزير التجارة خلال جلسات استماع يعقدها أعضاء لجنة التجارة والعلوم والنقل ‏، ثم يُقدم إلى مجلس الشيوخ بالكامل للتصويت.

#### شاغر (حتى 28 فبراير 2017)
ترك الرئيس ترمب منصب وزير التجارة شاغرًا خلال عملية الانتقال وحتى أداء ويلبر روس اليمين الدستورية في 28 فبراير 2017.

#### ويلبر روس (2017–2021)

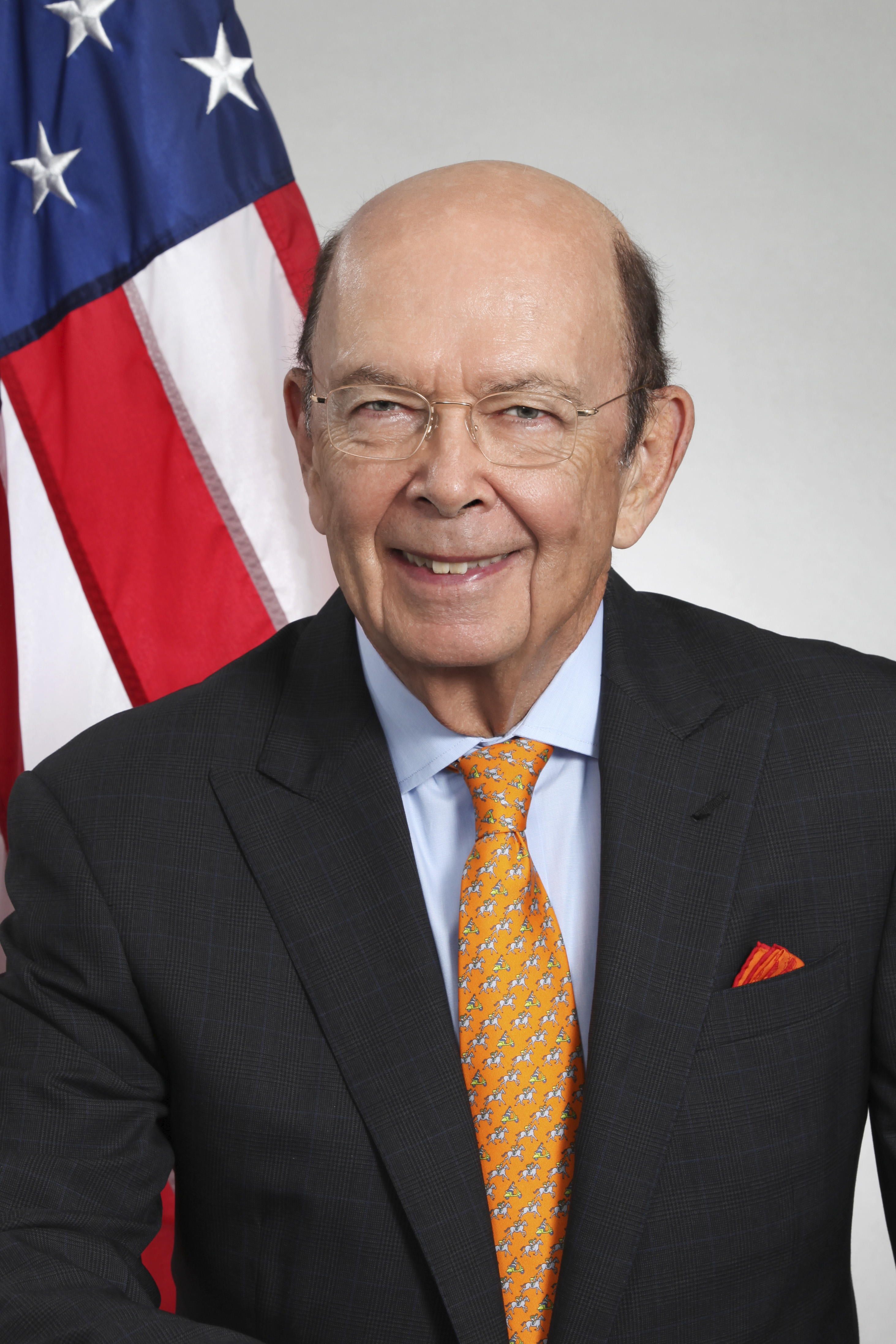
ويلبر روس

أعلن الرئيس المنتخب ترمب رسميًا اختيار الرئيس التنفيذي ويلبر روس من فلوريدا لمنصب وزير التجارة في 30 نوفمبر 2016. كان من المقرر في الأصل عقد جلسات تأكيد التعيين في الثاني عشر من يناير، ولكن تم تأجيلها لأن لجنة التجارة لم تتلقّ اتفاقية الأخلاقيات من مكتب أخلاقيات الحكومة ‏ ووزارة التجارة. في 27 فبراير 2017، تم تأكيد تعيينه من قبل مجلس الشيوخ بتصويت 72-27. تولى منصبه في 28 فبراير 2017، وخدم حتى نهاية إدارة ترمب، في 20 يناير 2021.

### وزير العمل
يتم مراجعة ترشيح وزير العمل خلال جلسات الاستماع التي يعقدها أعضاء لجنة القضاء في مجلس الشيوخ، ثم يُقدم إلى مجلس الشيوخ بالكامل للتصويت عليه.

#### إدوارد هوجلر (قائم بالأعمال)
شغل إدوارد سي. هوجلر ‏ منصب القائم بأعمال وزير العمل من 20 يناير حتى 28 أبريل 2017.

#### فشل ترشيح آندي بوزدر
أعلن الرئيس المنتخب ترمب رسميًا اختيار آندي بوزدر ‏، الذي كان يشغل منصب الرئيس التنفيذي لشركة مطاعم سي كيه إي ‏، وزيرًا للعمل في 8 ديسمبر 2016. أرجأت لجنة الصحة والتعليم والعمل والمعاشات التقاعدية ‏ جلسة استماع بوزدر خمس مرات بسبب عدم وجود مستندات من مكتب أخلاقيات الحكومة ‏. وكشفت التحقيقات أن بوزدر كان في السابق قد وظّف مدبرة منزل غير مرخصة للعمل في الولايات المتحدة، وأنه فشل في دفع الضرائب المفروضة عليه كصاحب عمل. طرد بوزدر مدبرة المنزل وعدّل ضرائبه بعد ترشيحه.
في 8 فبراير 2017، قدم مكتب أخلاقيات الحكومة ملف بوزدر إلى الكونجرس. وكشفت التقارير أيضًا أن زوجة بوزدر السابقة ليزا فيرستاين ظهرت متخفية في برنامج أوبرا وينفري الحواري في الثمانينيات. وفي المقابلة، زعمت أن بوزدر ضربها. ثم تراجعت عن كلامها لاحقًا. أرسلت خطابًا إلى الكونجرس بعد فترة وجيزة من ترشيحه جاء فيه: "آندي ليس ولم يكن مسيئًا أو عنيفًا". امتثالاً للجنة مجلس الشيوخ، أنتجت شبكة أوبرا وينفري أشرطة من المقابلة ليشاهدها أعضاء اللجنة. أربعة أعضاء جمهوريين في مجلس الشيوخ من اللجنة المختصة - سوزان كولينز، تيم سكوت، جوني إيزاكسون، وليزا موركوفسكي - أعربوا عن شكوكهم بشأن ترشيح بوزدر. في 15 فبراير، قبل يوم واحد من جلسة الاستماع المقررة له، أصدر بوزدر بيانًا لوكالة أسوشيتد برس يعلن فيه رسميًا سحب ترشيحه.

#### ألكسندر أكوستا (2017–2019)

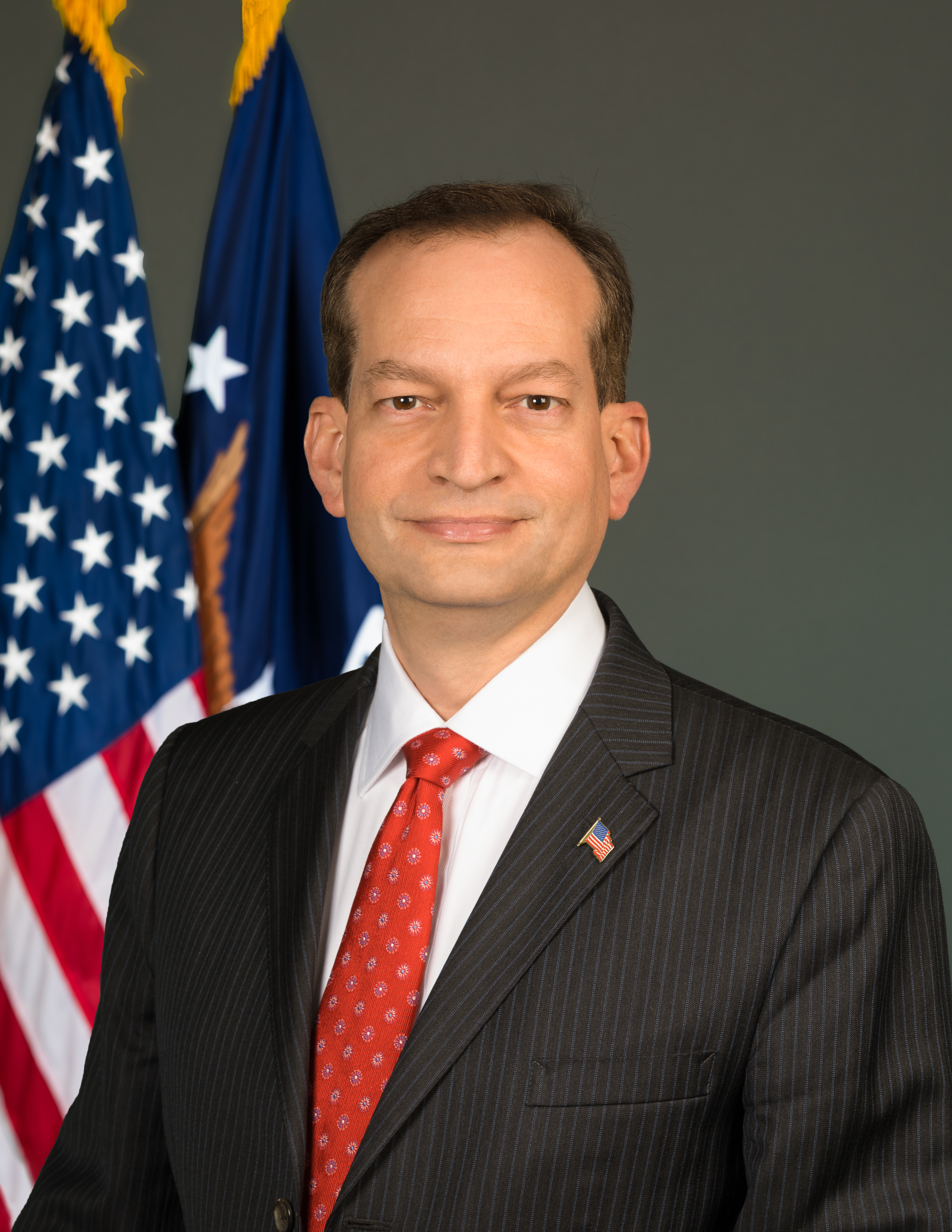
ألكسندر أكوستا

في 16 فبراير 2017، تم اختيار ألكسندر أكوستا، عميد كلية القانون بجامعة فلوريدا الدولية والمحامي السابق في وزارة العدل، ليكون وزير العمل رسميًا. في 27 أبريل 2017، تم تأكيد أكوستا من قبل مجلس الشيوخ بتصويت 60 مقابل 38.
أعلن أكوستا استقالته في 12 يوليو 2019، بعد انتقادات واسعة النطاق لطريقة تعامله مع قضية جيفري إبستين والاتفاق اللاحق معه عندما كان يشغل منصب المدعي العام في فلوريدا. وأصبح نائبه، باتريك بيزيلا، قائمًا بأعمال الوزير.

#### باتريك بيزيلا
شغل باتريك بيزيلا ‏ منصب القائم بأعمال الوزير من 20 يوليو حتى 30 سبتمبر 2019.

#### يوجين سكاليا (2019-2021)
في 18 يوليو 2019، أعلن الرئيس ترمب عن نيته ترشيح يوجين سكاليا، محامي العمل السابق وابن أنطونين سكاليا، ليكون وزيرًا للعمل؛ وأصبح الترشيح رسميًا في 27 أغسطس.
بعد مرور شهر تقريبًا، في 26 سبتمبر، أكد مجلس الشيوخ تعيين سكاليا بأغلبية 53 صوتًا مقابل 44. تم تنصيبه بعد أربعة أيام. وظل يشغل منصبه حتى نهاية إدارة ترمب في 20 يناير 2021.

### وزير الصحة والخدمات الإنسانية
على الرغم من أن المرشح يعقد عادةً اجتماعات مع لجنة الصحة والتعليم والعمل والمعاشات التقاعدية ‏، إلا أن ترشيح الوزير رسميًا تتم مراجعته خلال جلسات الاستماع التي يعقدها أعضاء لجنة المالية ‏، ثم يُقدم إلى مجلس الشيوخ بالكامل للتصويت.

#### نوريس كوشران (قائم بالأعمال)
شغل نوريس كوشران ‏ منصب القائم بأعمال الوزير من 20 يناير إلى 10 فبراير 2017.

#### توم برايس (2017)

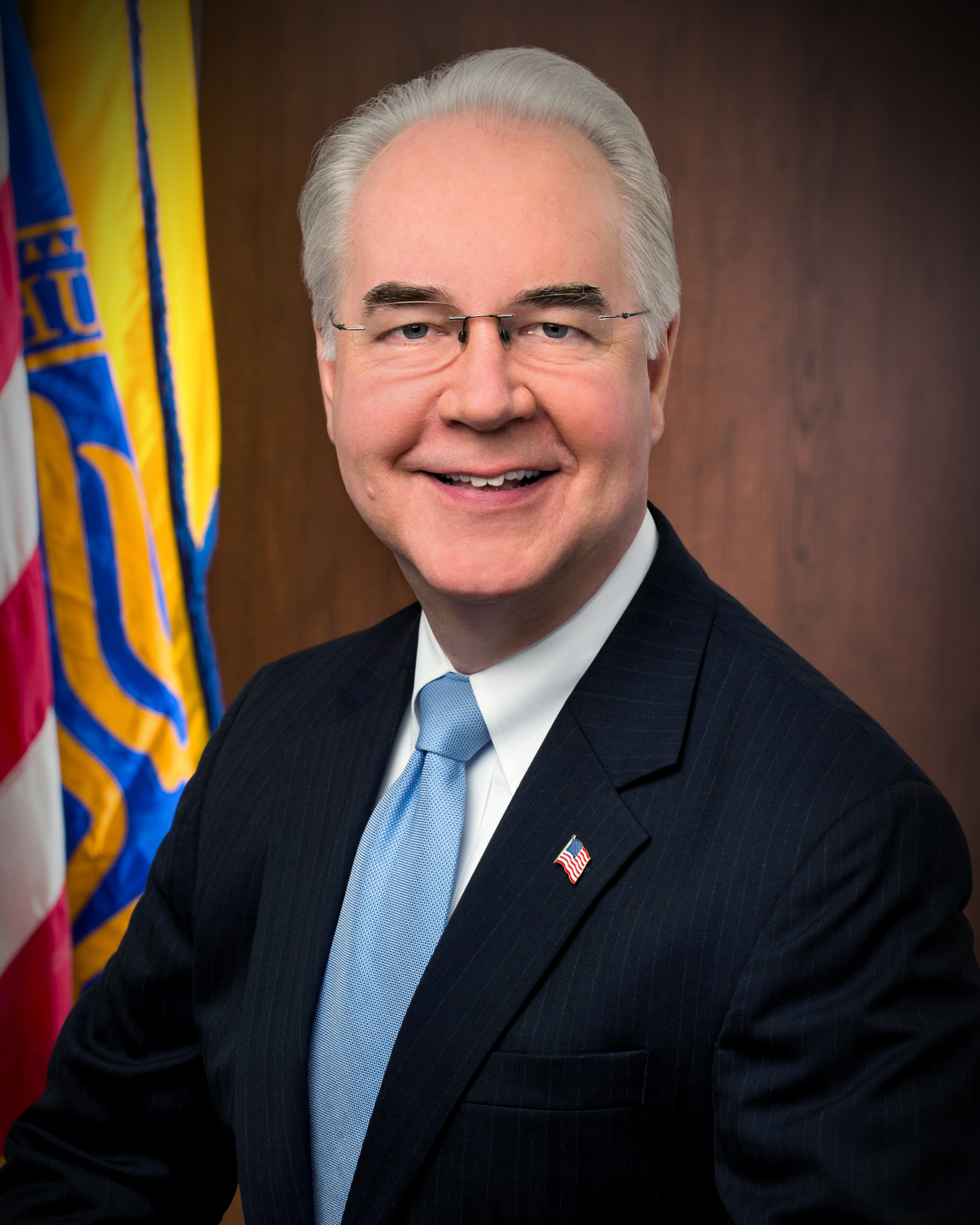
توم برايس

أعلن الرئيس المنتخب ترمب رسميًا عن اختيار النائب توم برايس من جورجيا وزيرًا للصحة والخدمات الإنسانية في 28 نوفمبر 2016. في 10 فبراير 2017، أكد مجلس الشيوخ تعيين برايس بأغلبية 52 صوتًا مقابل 47، على أساس حزبي، حيث صوت جميع الجمهوريين لصالح التعيين وصوت جميع الديمقراطيين ضده.
استقال برايس في 29 سبتمبر 2017، وسط تقارير تفيد بأنه أنفق أكثر من  مليون دولار من أموال الوزارة لتغطية نفقات سفره على متن طائرات خاصة مستأجرة وطائرات عسكرية. برايس هو أقصر وزير للصحة والخدمات الإنسانية المؤكد مدة، حيث بلغت فترة ولايته 231 يومًا فقط.

#### دون ج. رايت (قائم بالأعمال)
شغل دون ج. رايت ‏ منصب القائم بأعمال الوزير من 29 سبتمبر 2017 حتى استقالته في 10 أكتوبر 2017.

#### إريك هارجان (قائم بالأعمال)
شغل إريك هارجان ‏ منصب القائم بأعمال الوزير من 10 أكتوبر 2017 حتى 29 يناير 2018.

#### أليكس عازار (2018–2021)
في 13 نوفمبر 2017، أعلن الرئيس ترمب عبر تويتر أن أليكس عازار هو مرشحه لمنصب وزير الصحة والخدمات الإنسانية. كان عازار نائب وزير الصحة والخدمات الإنسانية في عهد جورج بوش الابن (2005-2007) ورئيس شركة رئيسية تابعة لإيلي ليلي وشركاه الرائدة عالميًا في مجال الأدوية من عام 2012 إلى 2017. في 24 يناير 2018، تم تأكيد تعيين عازار من قبل مجلس الشيوخ بتصويت 53 مقابل 43. تولى منصبه في 29 يناير 2018، وظل في منصبه حتى نهاية إدارة ترمب، في 20 يناير 2021.

### وزير الإسكان والتنمية الحضرية
يتم مراجعة ترشيح وزير الإسكان والتنمية الحضرية خلال جلسات الاستماع التي يعقدها أعضاء لجنة الشؤون المصرفية والإسكان والشؤون الحضرية ‏، ثم يُقدم إلى مجلس الشيوخ بالكامل للتصويت.

#### كرايج كليمنسن (قائم بالأعمال)
شغل كرايج كليمنسن ‏ منصب القائم بأعمال الوزير من 20 يناير حتى 2 مارس 2017.

#### بن كارسون (2017–2021)

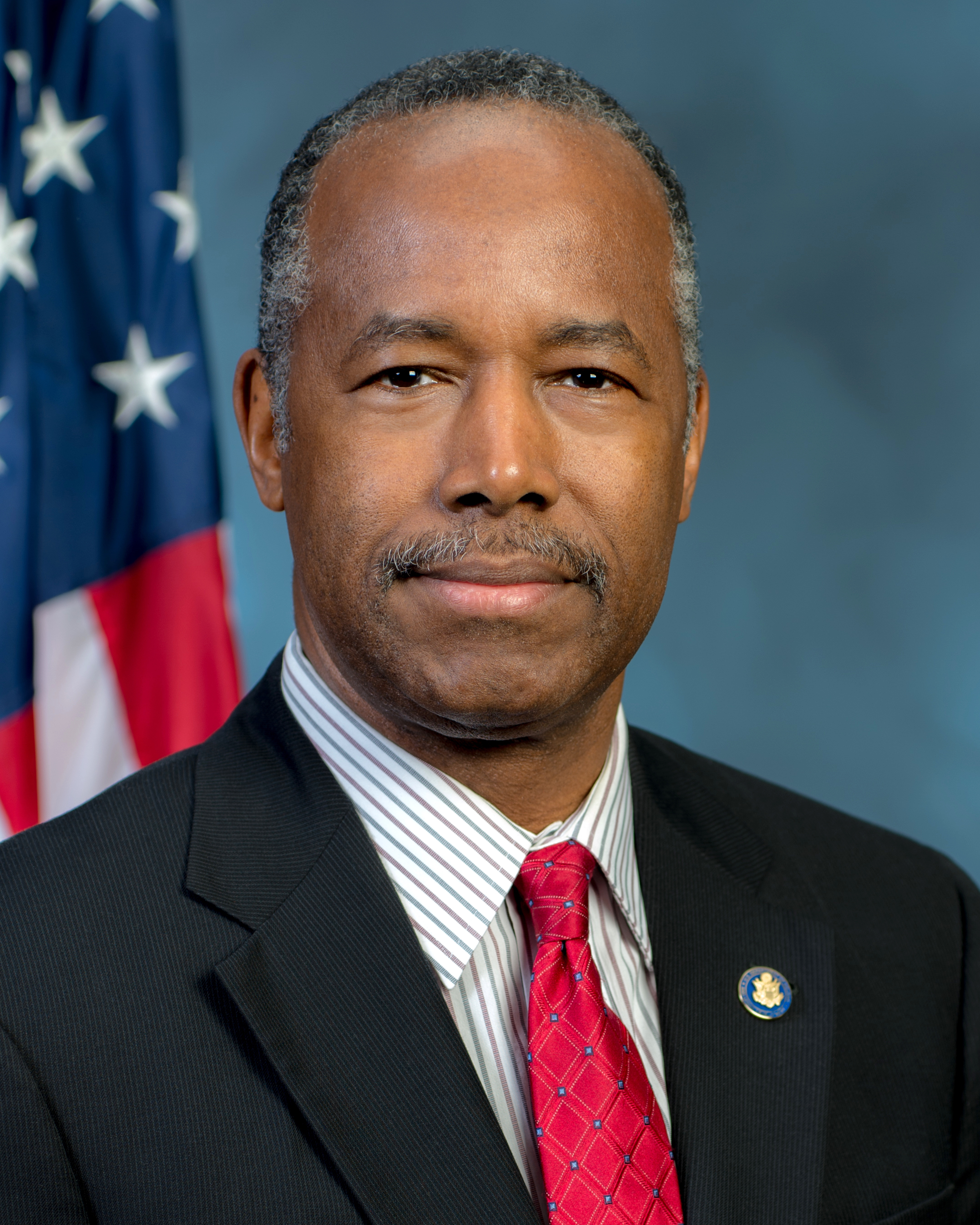
بن كارسون

أعلن الرئيس المنتخب ترمب اختيار بن كارسون وزيرًا للإسكان والتنمية الحضرية في 5 ديسمبر 2016. خلال جلسات التأكيد، خضع كارسون لتدقيق شديد بسبب افتقاره إلى الخبرة المختصة، ولأنه كان أحد أكثر المنتقدين لدور وزارة الإسكان والتنمية المدنية في إنفاذ قوانين مكافحة التمييز. في 24 يناير 2017، صوتت لجنة الشؤون المصرفية بالإجماع على الموافقة على الترشيح، وإرساله إلى مجلس الشيوخ للتصويت عليه بالكامل. في 2 مارس 2017، أكد مجلس الشيوخ تعيين كارسون بأغلبية 58 صوتًا مقابل 41 صوتًا. وظلّ يشغل منصبه حتى نهاية إدارة ترمب، في 20 يناير 2021.

### وزير النقل
يتم مراجعة ترشيح وزير النقل خلال جلسات الاستماع التي يعقدها أعضاء لجنة التجارة والعلوم والنقل ‏، ثم يُقدم إلى مجلس الشيوخ بالكامل للتصويت.

#### مايكل هويرتا (قائم بالأعمال)
شغل مايكل هويرتا ‏ منصب القائم بأعمال وزير النقل من 20 يناير إلى 31 يناير 2017.

#### إلين تشاو (2017–2021)
في 29 نوفمبر 2016، أفادت الأنباء أن الرئيس المنتخب ترمب أعلن عن اختيار إلين تشاو، وزيرة العمل السابقة في إدارة جورج دبليو بوش، كوزيرة للنقل. في 31 يناير، تم تأكيد تعيين تشاو من قبل مجلس الشيوخ بأغلبية 93 صوتًا مقابل ست أصوات فقط. في 7 يناير 2021، أعلنت تشاو استقالتها اعتبارًا من 11 يناير، بسبب اقتحام الكابيتول.

#### ستيفن ج. برادبري (قائم بالأعمال)
مع استقالة تشاو، أصبح نائبها ستيفن برادبري قائمًا بأعمال الوزير في 11 يناير 2021، وخدم في المنصب خلال الأيام الأخيرة من انتهاء إدارة ترمب في 20 يناير 2021.

### وزير الطاقة
يتم مراجعة ترشيح وزير الطاقة خلال جلسات الاستماع التي يعقدها أعضاء لجنة الطاقة والموارد الطبيعية ‏، ثم يُقدم إلى مجلس الشيوخ بالكامل للتصويت عليه.

#### جريس بوتشينيك (قائم بالأعمال)
شغلت جريس بوتشينيك ‏ منصب القائم بأعمال وزير الطاقة من 20 يناير حتى 2 مارس 2017.

#### ريك بيري (2017–2019)

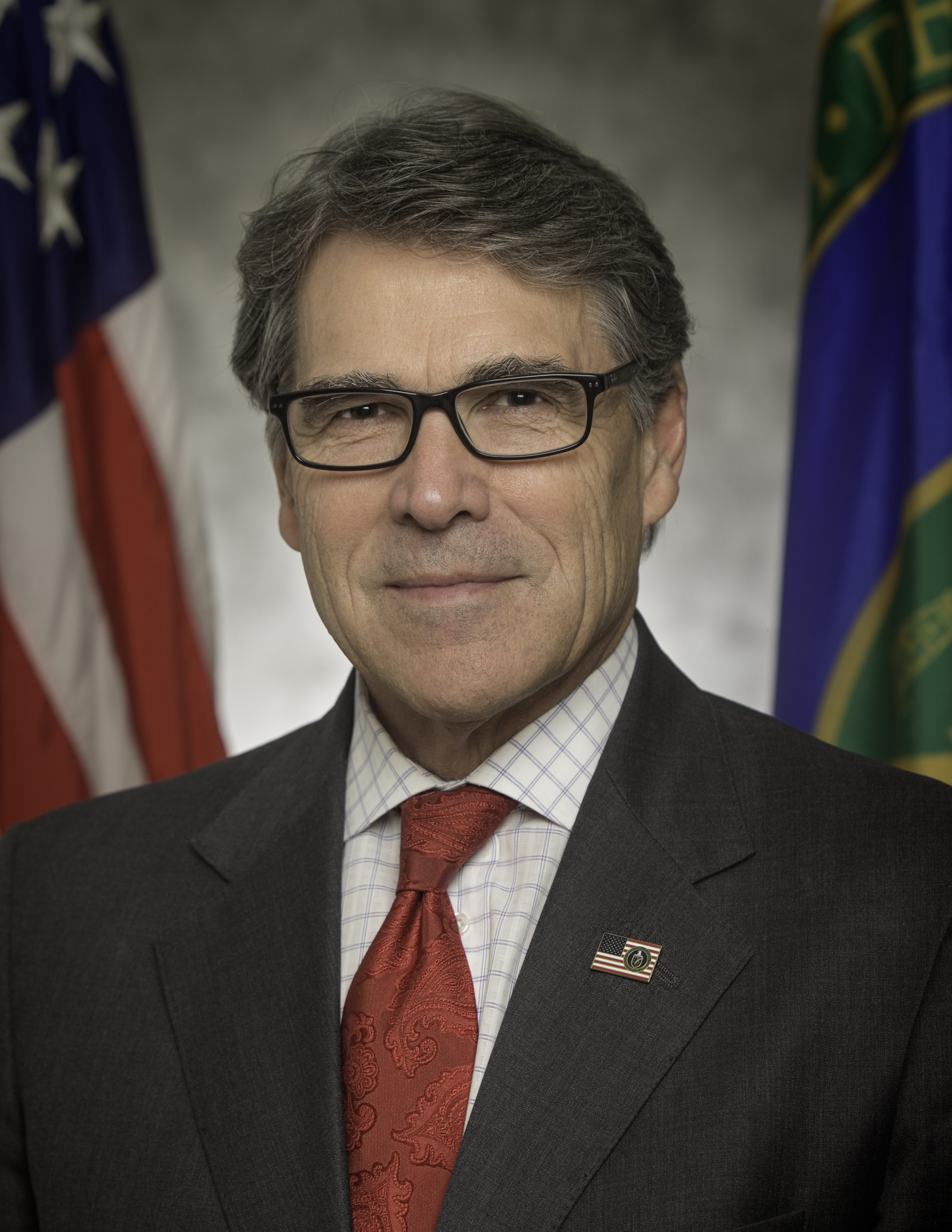
ريك بيري

أعلن الرئيس المنتخب ترمب اختياره لريك بيري، حاكم ولاية تكساس السابق ، كوزير للطاقة في 13 ديسمبر 2016. خلال حملة رئاسية سابقة، قال بيري إنه ينوي إلغاء الوزارة. تمت الموافقة على ترشيحه بأغلبية 16 صوتًا مقابل 7 أصوات من لجنة الطاقة والموارد الطبيعية في 31 يناير 2017. في 2 مارس 2017، أكد مجلس الشيوخ تعيين بيري بأغلبية 62 صوتًا مقابل 37.
في 17 أكتوبر 2019، أبلغ بيري الرئيس ترمب أنه يخطط للاستقالة بحلول نهاية العام. في 18 أكتوبر 2019، رشح ترمب نائب وزير الطاقة، دان برويليت ‏ ، ليحل محله، وغادر بيري منصبه في أوائل ديسمبر.

#### دان برويليت (2019–2021)
دان برويليت، نائب الوزير، شغل منصب القائم بأعمال وزير الطاقة من 2 ديسمبر حتى 4 ديسمبر 2019. تم تأكيد تعيينه من قبل مجلس الشيوخ بتصويت 70-15 في 2 ديسمبر 2019. وقد استمر في منصبه حتى نهاية إدارة ترمب في 20 يناير 2021.

### وزير التعليم
يتم مراجعة ترشيح وزير التعليم خلال جلسات الاستماع التي يعقدها أعضاء لجنة الصحة والتعليم والعمل والمعاشات ‏، ثم يُقدم إلى مجلس الشيوخ بالكامل للتصويت.

#### فيل روزنفيلت (قائم بالأعمال)
شغل فيل روزنفيلت ‏ منصب القائم بأعمال وزير التعليم من 20 يناير حتى 7 فبراير 2017.

#### بيتسي ديفوس (2017–2021)

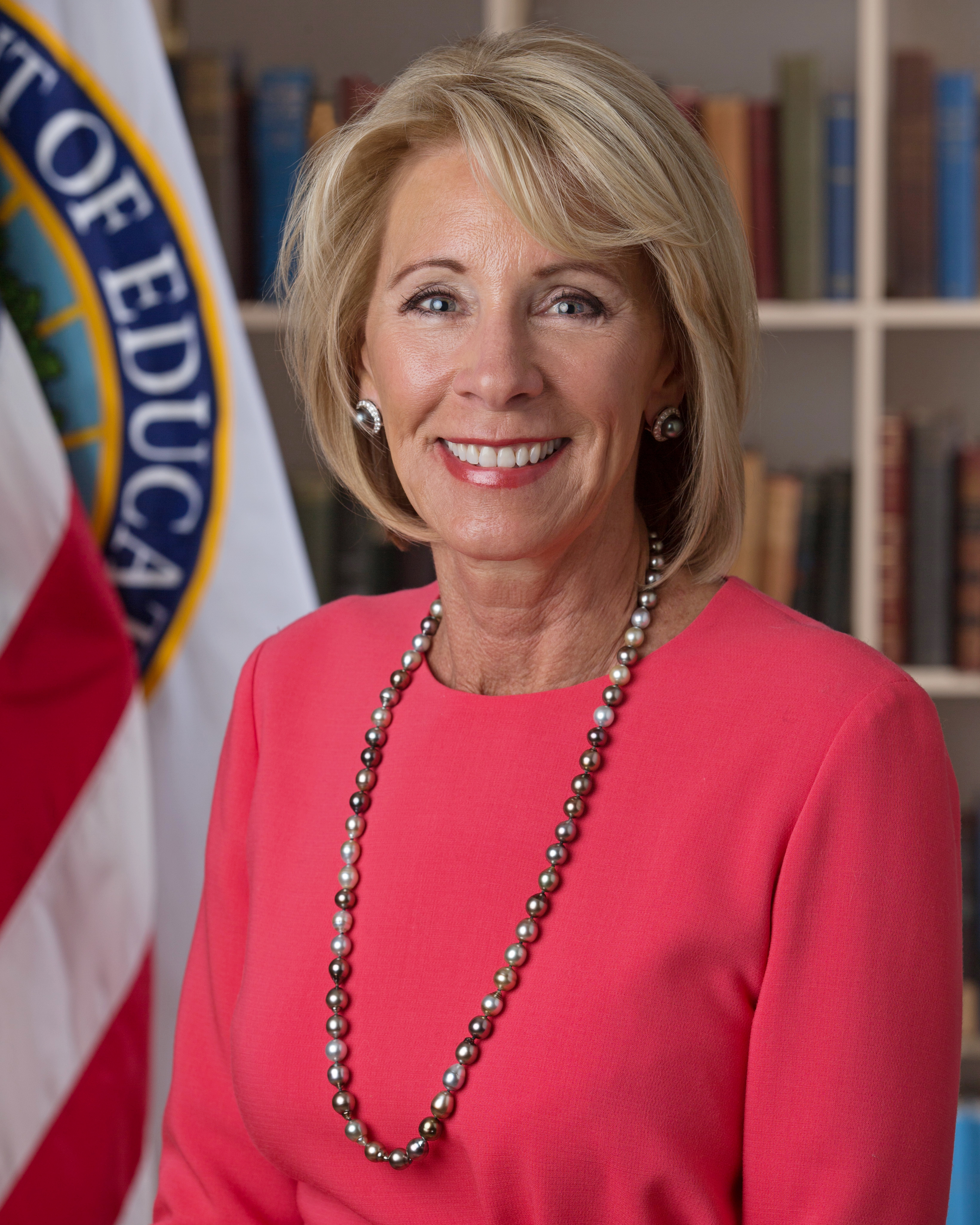
بيتسي ديفوس

أعلن الرئيس المنتخب ترمب رسميًا اختيار العضو السابق في اللجنة الوطنية للحزب الجمهوري بيتسي ديفوس من ميشيغان وزيرةً للتعليم في 23 نوفمبر 2016.
كان من المقرر أن تُعقد الجلسة في الحادي عشر من يناير، ولكن تم تأجيلها لأن مكتب أخلاقيات الحكومة ‏ لم يكمل مراجعته للممتلكات المالية لديفوس وتضاربات المصالح. في 20 يناير، أكمل مكتب أخلاقيات الحكومة تقريره الأخلاقي بشأن ديفوس، بعد ثلاثة أيام من عقد جلسة الاستماع لها مع لجنة الصحة والتعليم والعمل والمعاشات التقاعدية. وطلب الديمقراطيون في مجلس الشيوخ عقد جلسة استماع ثانية لديفوس بعد صدور تقرير الأخلاقيات، لكن رئيس اللجنة السيناتور لامار ألكسندر رفض ذلك. قالت ديفوس مرارًا وتكرارًا إنها ستسحب استثماراتها من 102 شركة خلال تسعين يومًا إذا تم تأكيد ذلك. في 7 فبراير 2017، صوت مجلس الشيوخ بكامل هيئته بأغلبية 51 صوتًا مقابل 50، مع قيام نائب الرئيس مايك بنس بإدلاء صوته الحاسم لتأكيد تعيين ديفوس، حيث أصبح بنس أول نائب رئيس على الإطلاق يدلي بصوته الحاسم في اختيار مرشح لمنصب وزير. استقالت ديفوس في 7 يناير 2021، بسبب اقتحام الكابيتول، ودخلت الاستقالة حيز التنفيذ في اليوم التالي.

#### ميك زايس (قائم بالأعمال)
تولى نائب وزير الخارجية ميك زايس ‏ منصب القائم بأعمال الوزير في 8 يناير 2021، وخدم في الأيام الأخيرة حتى نهاية إدارة ترمب، في 20 يناير 2021.

### وزير شؤون المحاربين القدامى
يتم مراجعة ترشيح وزير شؤون المحاربين القدامى خلال جلسات الاستماع التي يعقدها أعضاء لجنة شؤون المحاربين القدامى في مجلس الشيوخ، ثم يُقدم إلى مجلس الشيوخ بالكامل للتصويت.

#### روبرت سنايدر (قائم بالأعمال)
شغل روبرت سنايدر ‏ منصب القائم بأعمال وزير شؤون المحاربين القدامى من 20 يناير إلى 14 فبراير 2017.

#### ديفيد شولكين (2017–2018)
في 11 يناير 2017، تم اختيار ديفيد شولكين ‏، وكيل وزارة شؤون المحاربين القدامى للشؤون الصحية ‏ في عهد الرئيس باراك أوباما، ليكون وزيرًا لشؤون المحاربين القدامى. في 13 فبراير، تم تأكيد تعيينه من قبل مجلس الشيوخ بتصويت 100-0. تولى منصبه في 14 فبراير 2017.
في فبراير 2018، أصدر المفتش العام لشؤون المحاربين القدامى تقريرًا ينتقد شولكين لإساءة استخدام أموال الوزارة لدفع تكاليف السفر الشخصي له ولزوجته. في 28 مارس، أقاله الرئيس ترمب.

#### روبرت ويلكي (قائم بالأعمال)
شغل روبرت ويلكي منصب القائم بأعمال وزير شؤون المحاربين القدامى من 28 مارس إلى 29 مايو 2018.

#### بيتر أورورك (قائم بالأعمال)
شغل بيتر أورورك ‏ منصب القائم بأعمال وزير شؤون المحاربين القدامى من 29 مايو إلى 30 يوليو 2018.

#### فشل ترشيح روني جاكسون
قال الرئيس ترمب في البداية إنه سيستبدل شولكين بروني جاكسون، طبيبه الخاص في البيت الأبيض. أعرب أعضاء مجلس الشيوخ عن تشككهم في الترشيح بسبب افتقار جاكسون إلى الخبرة الإدارية. اتهم موظفون حاليون وسابقون في الوحدة الطبية بالبيت الأبيض جاكسون بخلق بيئة عمل معادية والإفراط في الشرب أثناء العمل وصرف الأدوية بشكل غير صحيح. دافع ترمب عن جاكسون ووصفه بأنه "أحد أفضل الأشخاص الذين قابلتهم على الإطلاق"، لكنه ألمح إلى أن جاكسون قد ينسحب من الترشيح لهذا المنصب. انسحب جاكسون من ترشيحه في 26 أبريل.

#### روبرت ويلكي (2018–2021)
في 18 مايو 2018، رشح الرئيس ترمب وكيل وزارة الدفاع السابق والقائم بأعمال وزير شئون قدامى المحاربين روبرت ويلكي ليحل محل شولكين. في 23 يوليو 2018، تم تأكيد تعيين ويلكي من قبل مجلس الشيوخ بتصويت 86-9. وظل يشغل منصبه حتى نهاية إدارة ترمب، في 20 يناير/كانون الثاني 2021.

### وزير الأمن الداخلي
يتم مراجعة ترشيح وزير الأمن الداخلي خلال جلسات الاستماع التي يعقدها أعضاء لجنة الأمن الداخلي والشؤون الحكومية في مجلس الشيوخ، ثم يُقدم إلى مجلس الشيوخ بالكامل للتصويت.

#### جون إف. كيلي (2017)

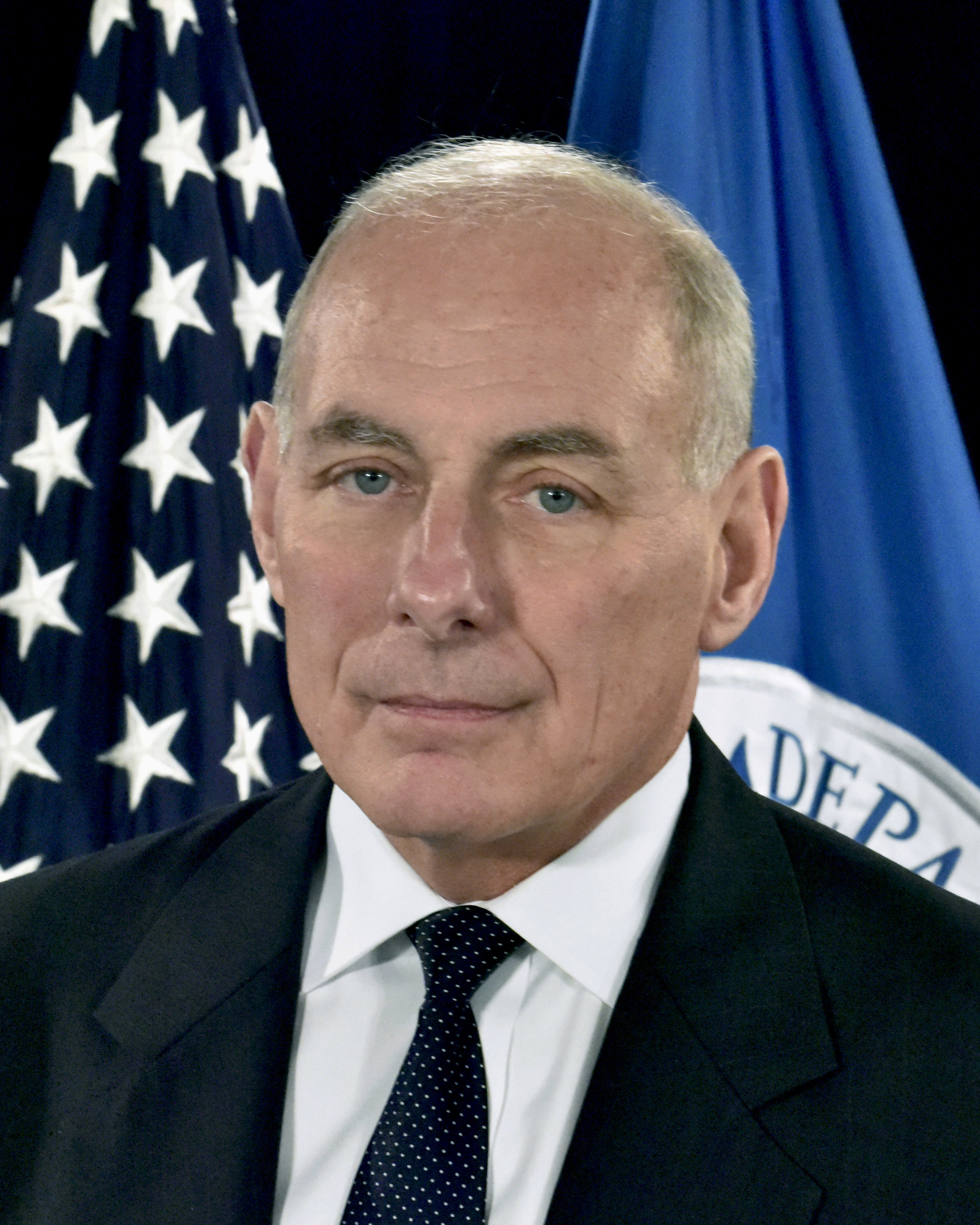
جون إف. كيلي

أعلن الرئيس المنتخب ترمب اختيار جون إف. كيلي، الجنرال البحري المتقاعد ذو الأربع نجوم ، وزيرًا للأمن الداخلي في 7 ديسمبر 2016. وقد أكد مجلس الشيوخ تعيينه بأغلبية 88 صوتًا مقابل 11، وأدى اليمين الدستورية مساء يوم 20 يناير. انتهت فترة كيلي في 28 يوليو 2017، بعد تعيينه رئيسًا لموظفي البيت الأبيض.

#### إلين ديوك (قائم بالأعمال)
شغلت إلين ديوك منصب القائم بأعمال وزير الأمن الداخلي من 31 يوليو حتى 6 ديسمبر 2017.

#### كرستين نيلسن (2017–2019)
في 11 أكتوبر 2017، أفادت مصادر متعددة باهتمام الرئيس ترمب بترشيح كرستين نيلسن لمنصب وزيرة الأمن الداخلي. عملت كنائبة لرئيس موظفي البيت الأبيض جون إف. كيلي. في 5 ديسمبر 2017، تم تأكيد تعيينها من قبل مجلس الشيوخ بتصويت 62-37. وتولت منصبها في اليوم التالي. في 7 أبريل 2019، استقال نيلسن، ودخلت استقالته حيز التنفيذ في 11 أبريل.

#### كيفن ماكالينان (قائم بالأعمال)
شغل كيفن ماكالينان ‏ منصب القائم بأعمال وزير الأمن الداخلي من 11 أبريل حتى 13 نوفمبر 2019، عندما استقال.

#### تشاد وولف (قائم بالأعمال)
شغل تشاد وولف منصب القائم بأعمال وزير الأمن الداخلي من 13 نوفمبر 2019 حتى استقالته في 11 يناير 2021.

#### بيت جينور (قائم بالأعمال)
تولى بيت جينور ‏، مدير الوكالة الفيدرالية لإدارة الطوارئ، منصب القائم بأعمال الوزير في 12 يناير 2021  وخدم في الأيام الأخيرة حتى نهاية إدارة ترمب، في 20 يناير 2021.

## مناصب مستوى مجلس الوزراء

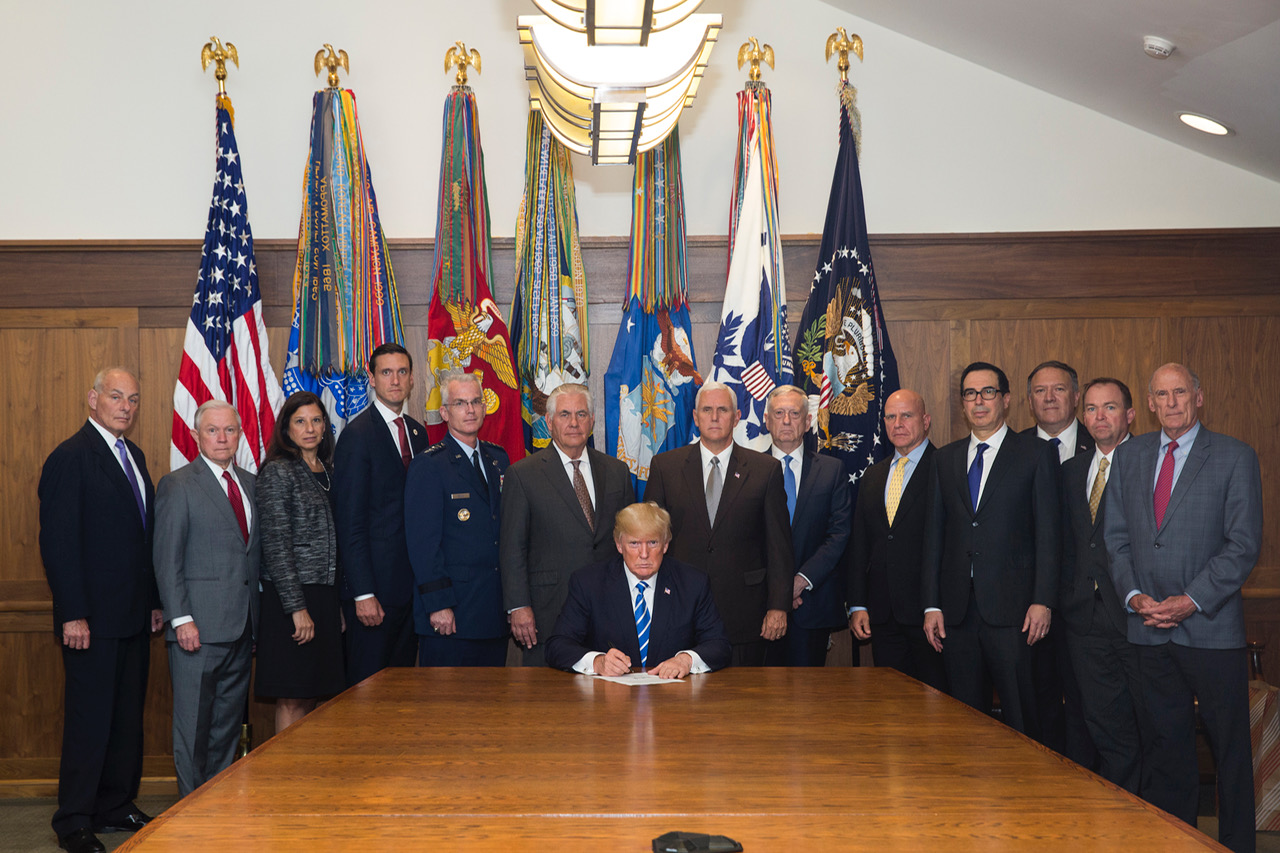
ترمب مع أعضاء الحكومة في أغسطس 2017

يشغل المسؤولون في مستوى مجلس الوزراء (بالإنجليزية: Cabinet-level) مناصب تعتبر على مستوى مجلس الوزراء ولكنها ليست جزءًا منه. قد تختلف تلك المكاتب باختلاف الرئيس. على سبيل المثال: كانت وكالة المخابرات المركزية ووكالة إدارة الطوارئ الفيدرالية وكالاتان في مستوى مجلس الوزراء في عهد بيل كلينتون، ولم تكن كذلك في عهد جورج دبليو بوش. أيضًا كان منصب رئيس مكتب السياسة الوطنية لمكافحة المخدرات منصبًا على مستوى وزاري في عهد كل من كلينتون وبوش، ولكنه لم يكن كذلك في عهد باراك أوباما.

### رئيس موظفي البيت الأبيض
يعد رئيس موظفي البيت الأبيض تقليديًا الموظف الأعلى رتبة في البيت الأبيض، وتكون مسؤولياته إدارية واستشارية فيما يتعلق بالأعمال الرسمية للرئيس. يتم تعيين رئيس الموظفين من قبل الرئيس ويخدم بناء على رغبته؛ ولا يتطلب موافقة مجلس الشيوخ.

#### رينس بريبوس
تم الإعلان رسميًا عن اختيار ترمب لرئيس اللجنة الوطنية الجمهورية السابق رينس بريبوس ‏ من ولاية ويسكونسن في 13 نوفمبر 2016. لا يتطلب هذا المنصب موافقة مجلس الشيوخ. وأعلن في الوقت نفسه عن تعيين ستيف بانون في منصب كبير الاستراتيجيين. رأى فريق انتقال ترمب أن بريبوس وبانون شريكان متساويان في الأهمية، وتم الإعلان عنهما في وقت واحد. مع قبول بريبوس لدور داخل الإدارة، تم انتخاب رونا ماكدانيل لتحل محله في منصبه كرئيس للجنة الوطنية للحزب الجمهوري. استقال بريبوس في 28 يوليو 2017.

#### جون كيلي
في 28 يوليو 2017، أعلن ترمب أن وزير الأمن الداخلي جون كيلي سيشغل منصب رئيس موظفيه. في 8 ديسمبر 2018، أعلن ترمب أن كيلي سيترك منصبه.

#### ميك مولفاني (قائم بالأعمال)
شغل مدير مكتب الإدارة والميزانية ميك مولفاني منصب القائم بأعمال رئيس موظفي البيت الأبيض من 2 يناير 2019 حتى 31 مارس 2020.

#### مارك ميدوز
حلّ مارك ميدوز محل ميك مولفاني في 31 مارس 2020.

### الممثل التجاري
يتم مراجعة ترشيح منصب الممثل التجاري للولايات المتحدة خلال جلسات الاستماع التي يعقدها أعضاء لجنة المالية في مجلس الشيوخ ثم يُقدم إلى مجلس الشيوخ بالكامل للتصويت عليه.

#### ماريا باجان (بالتمثيل)
شغلت ماريا باجان ‏ المنصب من 20 يناير حتى 2 مارس 2017.

#### ستيفن فون (قائم بالأعمال)
شغل ستيفن فون ‏ هذا المنصب منذ 2 مارس حتى 15 مايو 2017.

#### روبرت لايتهايزر
في 3 يناير 2017، تم اختيار روبرت لايتهايزر ‏، نائب الممثل التجاري للولايات المتحدة السابق في عهد الرئيس رونالد ريجان ، ليكون الممثل التجاري للولايات المتحدة . ونظرا لتمثيل لايتيزر السابق للحكومات الأجنبية التي لديها نزاع تجاري مع الولايات المتحدة، فكان عليه أولاً الحصول على إعفاء خاص لتجاوز القانون. ويحتاج الإعفاء إلى موافقة الكونجرس والحصول على توقيع الرئيس لتولي المنصب. تم تأكيد تعيين لايتهايزر في 11 مايو 2017، بأغلبية 82 صوتًا مقابل 14.

### مدير الاستخبارات الوطنية

#### مايك ديمبسي (قائم بالأعمال)
شغل مايك ديمبسي ‏ منصب مدير الاستخبارات الوطنية من 20 يناير إلى 15 مارس 2017.

#### دان كوتس
في 7 يناير 2017، تم اختيار دان كوتس رسميًا، عضو مجلس الشيوخ السابق عن ولاية إنديانا، لمنصب مدير الاستخبارات الوطنية. في 15 مارس 2017، أكد مجلس الشيوخ تعيين كوتس بأغلبية 85 صوتًا مقابل 12. في 15 أغسطس 2019، استقال كوتس من منصبه.

#### جوزيف ماجواير (قائم بالأعمال)
تولى جوزيف ماجواير منصب القائم بأعمال المدير في 16 أغسطس 2019. استقال في 21 فبراير 2020.

#### ريتشارد جرينيل (قائم بالأعمال)
تولى ريتشارد جرينيل منصبه كقائم لأعمال المدير في 21 فبراير 2020، واستقال لتولي منصب في حملة ترمب لعام 2020.

#### جون راتكليف
تم تأكيد تعيين عضو الكونجرس السابق جون راتكليف (سياسي أمريكي) وتولى المنصب في 26 مايو 2020.

### سفير الأمم المتحدة
كما هو الحال مع جميع السفراء وجميع المناصب الرسمية في مجلس الوزراء، فإن المرشح لهذا المنصب يتطلب تأكيدًا من مجلس الشيوخ. يتم مراجعة ترشيح السفير المعين لدى الأمم المتحدة خلال جلسات الاستماع التي يعقدها أعضاء لجنة العلاقات الخارجية، ثم يُقدم إلى مجلس الشيوخ بالكامل للتصويت عليه.

#### ميشيل سيسون (بالتمثيل)
شغلت ميشيل سيسون المنصب من 20 يناير إلى 27 يناير 2017.

#### نيكي هيلي

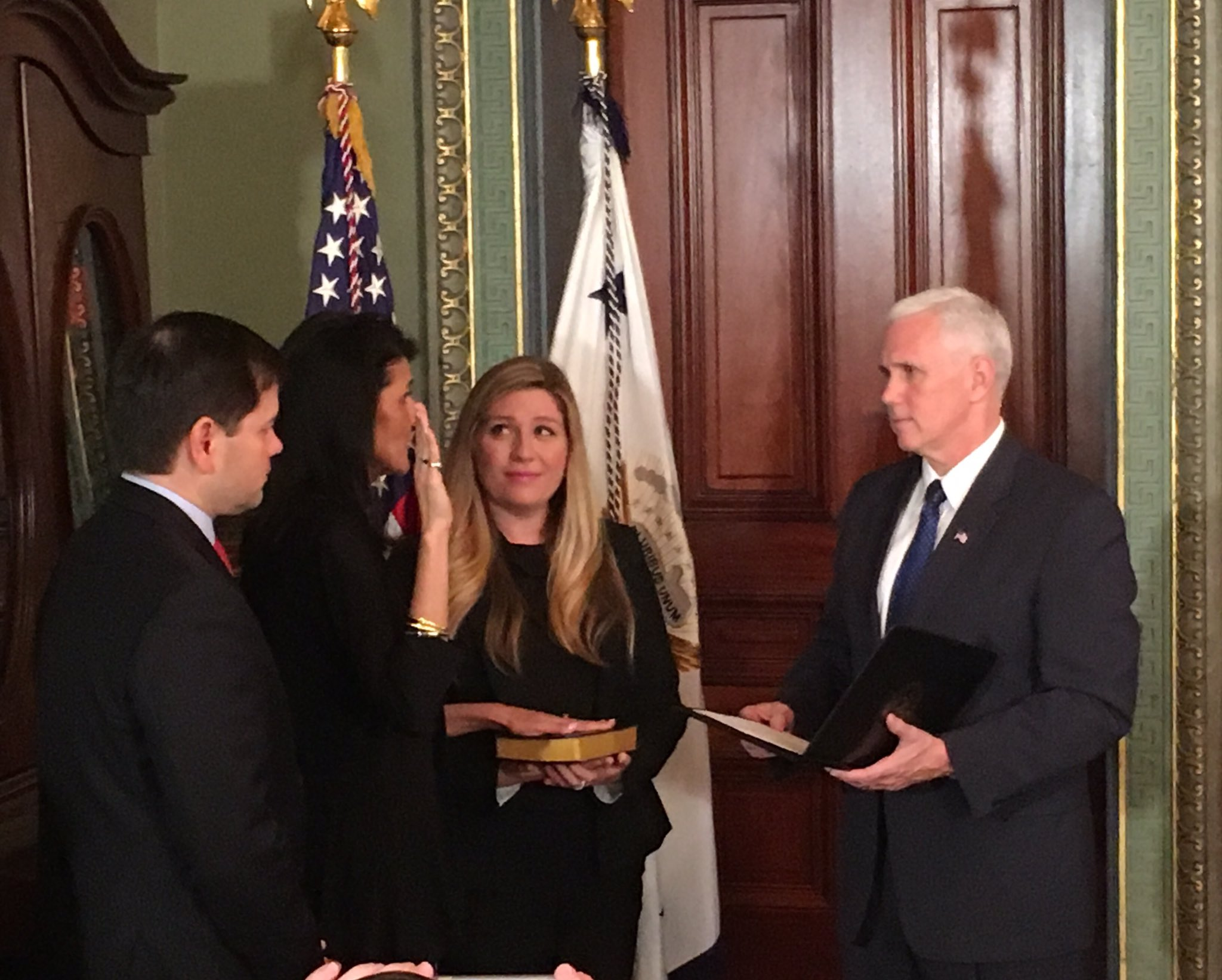
نيكي هيلي تؤدي اليمين الدستورية أمام نائب الرئيس مايك بنس في 25 يناير 2017

أعلن ترمب رسميًا عن اختياره نيكي هيلي، حاكمة ولاية كارولاينا الجنوبية، لمنصب سفير الولايات المتحدة لدى الأمم المتحدة في 23 نوفمبر 2016. تم تأكيد تعيينها في 24 يناير 2017، ثم استقالت بعد ذلك من منصبها كحاكمة. دعمت هالي ماركو روبيو في الانتخابات التمهيدية والاجتماعات الحزبية للحزب الجمهوري، لكنها أيدت لاحقًا ترمب باعتباره المرشح المفترض للحزب الجمهوري. كان نائب حاكم ولاية كارولاينا الجنوبية هنري مكماستر، الذي كان من المؤيدين الأوائل لترمب، أيضًا قيد النظر لتولي دور في إدارة ترمب، ولكن نظرًا لأنه لم يقبل مثل هذا الدور، فقد نجح في تولي منصب حاكم ولاية كارولاينا الجنوبية بعد استقالة هيلي. في 9 أكتوبر 2018، أعلنت هالي أنها استقالت من منصبها كسفيرة اعتبارًا من نهاية عام 2018.

#### جوناثان كوهين (قائم بالأعمال)
شغل جوناثان كوهين ‏ المنصب من يونيو 8 حتى 17 نوفمبر 2019.

#### فشل ترشيح هيذر نويرت
في 7 ديسمبر 2018، رشح ترمب هيذر نويرت لمنصب سفيرة الأمم المتحدة. وانسحبت نويرت من ترشيحها في 22 فبراير 2019.

#### كيلي نايت كرافت
في 22 فبراير 2019، رشح الرئيس دونالد ترمب السفيرة كيلي كرافت لتحل محل نيكي هيلي، التي استقالت قبل شهرين، كسفيرة إلى الأمم المتحدة. تم تأكيد التعيين في 31 يوليو 2019.

### مدير مكتب الإدارة والميزانية
يتم مراجعة الترشيح لمنصب مدير مكتب الإدارة والميزانية خلال جلسات الاستماع التي يعقدها أعضاء لجنة الأمن الداخلي والشؤون الحكومية ولجنة الميزانية ‏، ثم يتم تقديمه إلى مجلس الشيوخ بالكامل للتصويت عليه.

#### مارك ساندي (قائم بالأعمال)
شغل مارك ساندي ‏ هذا المنصب من 20 يناير إلى 16 فبراير 2017.

#### ميك مولفاني
في 13 ديسمبر 2016، تم اختيار ميك مولفاني، النائب عن الدائرة الخامسة بولاية كارولاينا الجنوبية، ليكون مديرًا لمكتب الإدارة والميزانية.
في بيانه أمام لجنة الميزانية بمجلس الشيوخ، اعترف مولفاني بأنه فشل في دفع 15 ألف دولار من ضرائب الرواتب في الفترة من عام 2000 إلى عام 2004 لمربية استأجرها لرعاية توائمه الثلاثة. وقال مولفاني إنه لم يدفع الضرائب لأنه كان ينظر إلى العاملة باعتبارها جليسة أطفال وليست موظفة منزلية. وقد أشار الديمقراطيون في مجلس الشيوخ إلى أن الجمهوريين أصروا في السابق على أن فشل المرشحين الديمقراطيين السابقين في دفع الضرائب عن موظفيهم في المنزل كان سبباً في استبعادهم، بما في ذلك المرشح السابق لوزارة الصحة توم داشل ‏ في عام 2009.
وأشار رئيس لجنة الميزانية السيناتور مايك إنزي (جمهوري من وايومنغ) في جلسة مجلس الشيوخ: "وفقًا لسجلات مجلس الشيوخ من الرئيس جيمي كارتر إلى الرئيس أوباما، فإن أطول فترة استغرقتها الموافقة على أول مدير ميزانية لرئيس جديد كانت أسبوعًا واحدًا." في 16 فبراير 2017، أي بعد قرابة شهرين من الترشيح، أكد مجلس الشيوخ على تعيين مولفاني، بأغلبية 51 صوتًا مقابل 49.

#### راسل فوغ (قائم بالأعمال)
شغل راسل فوغ ‏ المنصب في 2 يناير 2019.

### مدير وكالة الاستخبارات المركزية

#### ميروي بارك
شغل ميروي بارك ‏ المنصب من 20 يناير إلى 23 يناير 2017.

#### مايك بومبيو
في 18 نوفمبر 2016، تم اختيار مايك بومبيو، النائب عن الدائرة الرابعة بولاية كانساس، رسميًا لمنصب مدير وكالة الاستخبارات المركزية. وقد أكد مجلس الشيوخ تعيينه في 23 يناير 2017، بأغلبية 66 صوتًا مقابل 32 صوتًا. عارض 30 عضوًا ديمقراطيًا ترشيحه بينما جاء التصويت الجمهوري الوحيد ضده من راند بول. وقد أدى اليمين الدستورية في نفس الليلة أمام نائب الرئيس مايك بنس.

#### جينا هاسبل (قائم بالأعمال)
شغلت جينا هاسبل المنصب من 26 أبريل 2018 حتى 21 مايو.

#### جينا هاسبل
في 13 مارس 2018، أعلن الرئيس ترمب عبر تويتر أنه سيرشح جينا هاسبل لمنصب مدير وكالة المخابرات المركزية. في 17 مايو، وافق مجلس الشيوخ على تعيين هاسبل بأغلبية 54 صوتًا مقابل 45، مما منحها المنصب رسميًا، وجعلها أول مديرة لوكالة المخابرات المركزية.

### مدير وكالة حماية البيئة
يتم مراجعة ترشيح المسؤول المعين خلال جلسات الاستماع التي يعقدها أعضاء لجنة البيئة والأشغال العامة، ثم يُقدم إلى مجلس الشيوخ بالكامل للتصويت عليه.

#### كاثرين ماكابي (قائم بالأعمال)
شغلت كاثرين ماكابي ‏ المنصب من 20 يناير إلى 17 فبراير 2017.

#### سكوت برويت
في 7 ديسمبر 2016، تم اختيار سكوت برويت، المدعي العام لولاية أوكلاهوما، ليكون مديرًا لوكالة حماية البيئة. وردًا على الترشيح، قال بريوت: "أعتزم إدارة هذه الوكالة بطريقة تعزز الحماية المسؤولة للبيئة والحرية للشركات الأمريكية".
خلال جلسة تأكيد تعيينه في 18 يناير، اعترف بريوت بتغير المناخ. وأكد بريوت أن وكالة حماية البيئة لديها "دور مهم للغاية" في تنظيم انبعاثات ثاني أكسيد الكربون. رفع بريوت دعوى قضائية ضد وكالة حماية البيئة بصفته المدعي العام لولاية أوكلاهوما في أكثر من اثنتي عشرة مناسبة. عندما ضغط عليه السيناتور إد ماركي بشأن ما إذا كان سيتنحى عن الدعاوى القضائية الجارية، قال بريوت "إنه لن يلتزم بتنحية نفسه عن جميع القضايا التي رفعها". وتجنب بريوت الاستجواب من السيناتور بيرني ساندرز (مستقل عن ولاية فيرمونت) بشأن قضية ما إذا كان النشاط البشري مسؤولاً إلى حد كبير عن تغير المناخ. صرح قائلاً: "أعتقد أن القدرة على قياس درجة تأثير النشاط البشري على المناخ بدقة تخضع لمزيد من النقاش حول ما إذا كان المناخ يتغير أو ما إذا كان النشاط البشري يساهم في ذلك". رفض بريوت التعليق على ما إذا كانت ولاية كاليفورنيا قادرة على تحديد معايير الانبعاثات الخاصة بها وقال إنه سيراجع السياسة.
في خضم 15 تحقيقًا فيدراليًا حول سلوكه، بدءًا من تدمير السجل الجنائي إلى التخصيص الفاسد للأموال وإساءة استخدام السلطة، أعلن بريوت أنه سيستقيل من منصبه في 6 يوليو 2018، تاركًا أندرو ويلر قائمًا بالأعمال.

#### أندرو ر. ويلر (قائم بالأعمال)
شغل أندرو ويلر منصب القائم بأعمال مدير وكالة حماية البيئة من 9 يوليو 2018 حتى 28 فبراير 2019.

#### أندرو ويلر
في 16 نوفمبر 2018، رشح الرئيس ترمب أندرو ويلر ليتولى الحقيبة الوزارية. تم تأكيد تعيينه من قبل مجلس الشيوخ في 28 فبراير 2019، بأغلبية 52 صوتًا مقابل 47 صوتًا.

### مدير إدارة الأعمال الصغيرة
يتم مراجعة ترشيح مدير إدارة الأعمال الصغيرة خلال جلسات الاستماع التي يعقدها أعضاء لجنة الأعمال التجارية الصغيرة وريادة الأعمال ‏ ، ثم يتم تقديمه إلى مجلس الشيوخ بالكامل للتصويت عليه.

#### جوزيف لودو (قائم بالأعمال)
شغل جوزيف لودو المنصب من 20 يناير إلى 14 فبراير 2017.

#### ليندا ماكماهون
في 7 ديسمبر 2016، تم اختيار ليندا ماكماهون، الرئيس التنفيذي السابق لشركة دبليو دبليو إي للمصارعة والمُرشحة لمجلس الشيوخ، لتكون رئيسة إدارة الأعمال الصغيرة. تم تأكيد تعيينها بتصويت مجلس الشيوخ بأغلبية 81 صوتًا مقابل 19 صوتًا في 14 فبراير 2017.
حصلت ماكماهون على أصوات الموافقة من عضوي مجلس الشيوخ ريتشارد بلومينتال وكريس مورفي من ولاية كونيتيكت، اللذين هزما ماكماهون في انتخابات مجلس الشيوخ. وخلال عملية التصويت، قال السيناتور الجمهوري جيم ريش، رئيس لجنة الشركات الصغيرة وريادة الأعمال: "لقد أوضحت السيدة ماكماهون أنها تمتلك الخبرة والفهم اللازمين لدعم مجتمع الشركات الصغيرة في أمريكا والدعوة إلى الإصلاحات التنظيمية التي تشتد الحاجة إليها".

#### كريس بيلكرتون (قائم بالأعمال)
شغل كريس بيلكرتون ‏ المنصب من 13 أبريل 2019 حتى 14 يناير 2020.

#### جوفيتا كارانزا
في 4 أبريل 2019، رشح الرئيس ترمب مسؤولة وزارة الخزانة جوفيتا كارانزا ‏ لإدارة الأعمال الصغيرة، لتحل محل ليندا ماكماهون. تم تأكيد تعيين كارانزا بتصويت 88 مقابل 5 في مجلس الشيوخ في 7 يناير 2020.

### مجلس المستشارين الاقتصاديين
في 8 فبراير 2017، حدد الرئيس ترمب أعضاء مجلس الوزراء البالغ عددهم 24 عضوًا، باستثناء منصب رئيس مجلس المستشارين الاقتصاديين. بالإضافة إلى الرئيس، كان للمجلس عضوين آخرين، يتم تعيينهما أيضًا من قبل الرئيس، بالإضافة إلى طاقم من الخبراء الاقتصاديين والباحثين والإحصائيين. ويتمثل دور المجموعة في تقديم المشورة في شكل تحليل اقتصادي فيما يتعلق بالسياسة، على النقيض من تشكيل السياسة الاقتصادية في حد ذاتها.
في 16 مايو 2017، رشح ترمب كيفن هاسيت ‏ ليكون رئيسًا للمجلس. تولى منصبه في 13 سبتمبر 2017.

## عملية التأكيد
تعرض القائمة التالية كافة التعيينات الوزارية وذات المستوى الوزاري التي تطلبت موافقة مجلس الشيوخ:
| المكتب                          | المرشح                     | الولاية        | الإعلان         | جلسة الاستماع                 | تصويت لجنة مجلس الشيوخ        | الأصوات                       | التصويت الكلّي لمجلس الشيوخ    | الأصوات                       |
| ------------------------------- | -------------------------- | -------------- | --------------- | ----------------------------- | ----------------------------- | ----------------------------- | ----------------------------- | ----------------------------- |
| وزير الخارجية                   | ريكس تيلرسون               | تكساس          | 13 ديسمبر, 2016 | 11 يناير, 2017                | 23 يناير, 2017                | 11–10                         | 1 فبراير, 2017                | 56–43                         |
| وزير الخارجية                   | مايك بومبيو                | تكساس          | 13 مارس, 2018   | 12 أبريل, 2018                | 23 أبريل, 2018                | 11–9                          | 26 أبريل, 2018                | 57–42                         |
| وزير الخزانة                    | ستيفن منوشين               | كاليفورنيا     | 30 نوفمبر, 2016 | 19 يناير, 2017                | 1 فبراير, 2017                | 14–0                          | 13 فبراير, 2017               | 53–47                         |
| وزير الدفاع                     | جيم ماتيس                  | واشنطن         | 1 ديسمبر, 2016  | 12 يناير, 2017                | يناير 18, 2017                | 26–1                          | 20 يناير, 2017                | 98–1                          |
| وزير الدفاع                     | باتريك شانهان              | واشنطن         | 9 مايو, 2019    | سحب الترشيح في 18 يونيو 2019  | سحب الترشيح في 18 يونيو 2019  | سحب الترشيح في 18 يونيو 2019  | سحب الترشيح في 18 يونيو 2019  | سحب الترشيح في 18 يونيو 2019  |
| وزير الدفاع                     | مارك إسبر                  | فرجينيا        | يونيو 24, 2019  | 16 يوليو, 2019                | 18 يوليو, 2019                | شفهي (26–1)                   | 23 يوليو, 2019                | 90–8                          |
| المدعي العام                    | جيف سيشنز                  | ألاباما        | 18 نوفمبر, 2016 | 10 يناير, 2017                | 1 فبراير, 2017                | 11–9                          | 8 فبراير, 2017                | 52–47                         |
| المدعي العام                    | ويليام بار                 | فرجينيا        | 7 ديسمبر, 2018  | 15 يناير, 2019                | 7 فبراير, 2019                | 12–10                         | 14 فبراير, 2019               | 54–45                         |
| وزير الداخلية                   | ريان زينك                  | مونتانا        | 15 ديسمبر, 2016 | 17 يناير, 2017                | 31 يناير, 2017                | 16–6                          | 1 مارس, 2017                  | 68–31                         |
| وزير الداخلية                   | ديفيد بيرنهارت             | كولورادو       | 4 فبراير, 2019  | 28 مارس, 2019                 | 4 أبريل, 2019                 | 14–6                          | 11 أبريل, 2019                | 56–41                         |
| وزير الزراعة                    | سوني بيردو                 | جورجيا         | 18 يناير, 2017  | 23 مارس, 2017                 | 30 مارس, 2017                 | شفهي (19–1)                   | 24 أبريل, 2017                | 87–11                         |
| وزير التجارة                    | ويلبر روس                  | فلوريدا        | 30 نوفمبر, 2016 | 18 يناير, 2017                | 24 يناير, 2017                | شفهي                          | 27 فبراير, 2017               | 72–27                         |
| وزير العمل                      | أندرو بوزدر ‏               | تينيسي         | 8 ديسمبر, 2016  | سحب الترشيح في 15 فبراير 2017 | سحب الترشيح في 15 فبراير 2017 | سحب الترشيح في 15 فبراير 2017 | سحب الترشيح في 15 فبراير 2017 | سحب الترشيح في 15 فبراير 2017 |
| وزير العمل                      | ألكسندر أكوستا             | فلوريدا        | 16 فبراير, 2017 | 22 مارس, 2017                 | 30 مارس, 2017                 | 12–11                         | 27 أبريل, 2017                | 60–38                         |
| وزير العمل                      | يوجين سكاليا               | فرجينيا        | 18 يوليو, 2019  | 19 سبتمبر, 2019               | 24 سبتمبر, 2019               | 12–11                         | 26 سبتمبر, 2019               | 53–44                         |
| وزير الصحة والخدمات الإنسانية   | توم برايس                  | جورجيا         | 29 نوفمبر, 2016 | 18 يناير, 2017                | 1 فبراير, 2017                | 14–0                          | 10 فبراير, 2017               | 52–47                         |
| وزير الصحة والخدمات الإنسانية   | أليكس عازار                | إنديانا        | 13 نوفمبر, 2017 | 29 نوفمبر, 2017               | 17 يناير, 2018                | 15–12                         | 24 يناير, 2018                | 55–43                         |
| وزير الإسكان والتنمية الحضرية   | بين كارسون                 | فلوريدا        | 5 ديسمبر, 2016  | 12 يناير, 2017                | 24 يناير, 2017                | 23–0                          | 2 مارس, 2017                  | 58–41                         |
| وزير النقل                      | إلين تشاو                  | كنتاكي         | 29 نوفمبر, 2016 | 11 يناير, 2017                | 24 يناير, 2017                | شفهي                          | 31 يناير, 2017                | 93–6                          |
| وزير الطاقة                     | ريك بيري                   | تكساس          | 14 ديسمبر, 2016 | 19 يناير, 2017                | 31 يناير, 2017                | 16–7                          | 2 مارس, 2017                  | 62–37                         |
| وزير الطاقة                     | دان برويليت ‏               | تكساس          | 18 أكتوبر, 2019 | 14 نوفمبر, 2019               | 19 نوفمبر, 2019               | 16–4                          | 2 ديسمبر, 2019                | 70–15                         |
| وزير التعليم                    | بيتسي ديفوس                | ميشيغان        | 23 نوفمبر, 2016 | 17 يناير, 2017                | 31 يناير, 2017                | 12–11                         | 7 فبراير, 2017                | 51–50                         |
| وزير شؤون المحاربين القدامى     | ديفيد شولكين ‏              | بنسلفانيا      | 11 يناير, 2017  | 1 فبراير, 2017                | 7 فبراير, 2017                | 15–0                          | 13 فبراير, 2017               | 100–0                         |
| وزير شؤون المحاربين القدامى     | روني جاكسون                | تكساس          | 28 مارس, 2018   | سحب الترشيح في 26 أبريل 2018  | سحب الترشيح في 26 أبريل 2018  | سحب الترشيح في 26 أبريل 2018  | سحب الترشيح في 26 أبريل 2018  | سحب الترشيح في 26 أبريل 2018  |
| وزير شؤون المحاربين القدامى     | روبرت ويلكي                | نورث كارولاينا | 18 مايو, 2018   | 27 يونيو, 2018                | 10 يوليو, 2018                | 14–1                          | 23 يوليو, 2018                | 86–9                          |
| وزير الأمن الداخلي              | جون إف. كيلي               | ماساتشوستس     | 7 ديسمبر, 2016  | 10 يناير, 2017                | 18 يناير, 2017                | شفهي (14–1)                   | 20 يناير, 2017                | 88–11                         |
| وزير الأمن الداخلي              | كرستين نيلسن               | فلوريدا        | 12 أكتوبر, 2017 | 8, نوفمبر 2017                | 14 نوفمبر, 2017               | 11–4                          | 5 ديسمبر, 2017                | 62–37                         |
| وزير الأمن الداخلي              | تشاد وولف                  | فرجينيا        | 25 أغسطس, 2020  | 23 سبتمبر, 2020               | 30 سبتمبر, 2020               | 6-3                           | سحب الترشيح في 7 يناير 2021   | سحب الترشيح في 7 يناير 2021   |
| الممثل التجاري                  | روبرت لايتهايزر ‏           | فلوريدا        | 3 يناير, 2017   | 14 مارس, 2017                 | 25 أبريل, 2017                | 26–0                          | 11 مايو, 2017                 | 82–14                         |
| مدير الاستخبارات الوطنية        | دان كوتس                   | إنديانا        | 7 يناير, 2017   | 28 فبراير, 2017               | 9 مارس, 2017                  | 13–2                          | 15 مارس, 2017                 | 85–12                         |
| مدير الاستخبارات الوطنية        | جون راتكليف (سياسي أمريكي) | تكساس          | 28 يوليو, 2019  | سحب الترشيح في 2 أغسطس 2019   | سحب الترشيح في 2 أغسطس 2019   | سحب الترشيح في 2 أغسطس 2019   | سحب الترشيح في 2 أغسطس 2019   | سحب الترشيح في 2 أغسطس 2019   |
| مدير الاستخبارات الوطنية        | جون راتكليف (سياسي أمريكي) |                | 28 فبراير, 2020 | 5 مايو, 2020                  | 19 مايو, 2020                 | 8–7                           | 21 مايو, 2020                 | 49–44                         |
| مدير وكالة الاستخبارات المركزية | مايك بومبيو                | كانساس         | 18 نوفمبر, 2016 | 12 يناير, 2017                | 20 يناير, 2017                | شفهي                          | 23 يناير, 2017                | 66–32                         |
| مدير وكالة الاستخبارات المركزية | جينا هاسبيل                | كنتاكي         | 13 مارس, 2018   | 9 مايو, 2018                  | 16 مايو, 2018                 | 10–5                          | 17 مايو, 2018                 | 54–45                         |
| مدير وكالة حماية البيئة         | سكوت بروت                  | أوكلاهوما      | 7 ديسمبر, 2016  | 18 يناير, 2017                | 2 فبراير, 2017                | 11–0                          | 17 فبراير, 2017               | 52–46                         |
| مدير وكالة حماية البيئة         | أندرو ر. ويلر              | فرجينيا        | 16 نوفمبر, 2018 | 16 يناير, 2019                | 5 فبراير, 2019                | 11–10                         | 28 فبراير, 2019               | 52–47                         |
| مدير إدارة الأعمال الصغيرة      | ليندا ماكماهون             | كونيتيكت       | 7 ديسمبر, 2016  | 24 يناير, 2017                | 31 يناير, 2017                | 18–1                          | 14 فبراير, 2017               | 81–19                         |
| مدير إدارة الأعمال الصغيرة      | جوفيتا كارانزا ‏            | إلينوي         | 4 أبريل, 2019   | 11 ديسمبر, 2019               | 18 ديسمبر, 2019               | 17–2                          | 7 يناير, 2020                 | 88–5                          |
| مدير مكتب الإدارة والميزانية    | ميك مولفاني                | ساوث كارولاينا | 16 ديسمبر, 2016 | 24 يناير, 2017                | 2 فبراير, 2017                | 12–11, 8–7                    | 16 فبراير, 2017               | 51–49                         |
| مدير مكتب الإدارة والميزانية    | راسل فوغ ‏                  | فرجينيا        | 18 مارس, 2020   | 2 يونيو, 2020 3 يونيو, 2020   | 10 يونيو, 2020 11 يونيو, 2020 | 7–4, 11–10                    | 20 يوليو, 2020                | 51–45                         |
| سفير الأمم المتحدة              | نيكي هيلي                  | ساوث كارولاينا | 23 نوفمبر, 2016 | 18 يناير, 2017                | 24 يناير, 2017                | شفهي (19–2)                   | 24 يناير, 2017                | 96–4                          |
| سفير الأمم المتحدة              | هيذر نويرت                 | إلينوي         | 7 ديسمبر, 2018  | سحب الترشيح في 16 فبراير 2019 | سحب الترشيح في 16 فبراير 2019 | سحب الترشيح في 16 فبراير 2019 | سحب الترشيح في 16 فبراير 2019 | سحب الترشيح في 16 فبراير 2019 |
| سفير الأمم المتحدة              | كيلي كرافت                 | كنتاكي         | 22 فبراير, 2019 | 19 يونيو, 2019                | 25 يوليو, 2019                | 15–7                          | 31 يوليو, 2019                | 56–34                         |